# Salle Beethoven
Cet article concerne la salle Beethoven du centre de Bonn. Pour les autres significations, voir Salle Beethoven (homonymie).
La salle Beethoven est une salle de concerts et de représentations de la ville de Bonn, placée sous la protection des monuments historiques. Elle est la troisième salle à y porter le nom de Ludwig van Beethoven, né à Bonn.

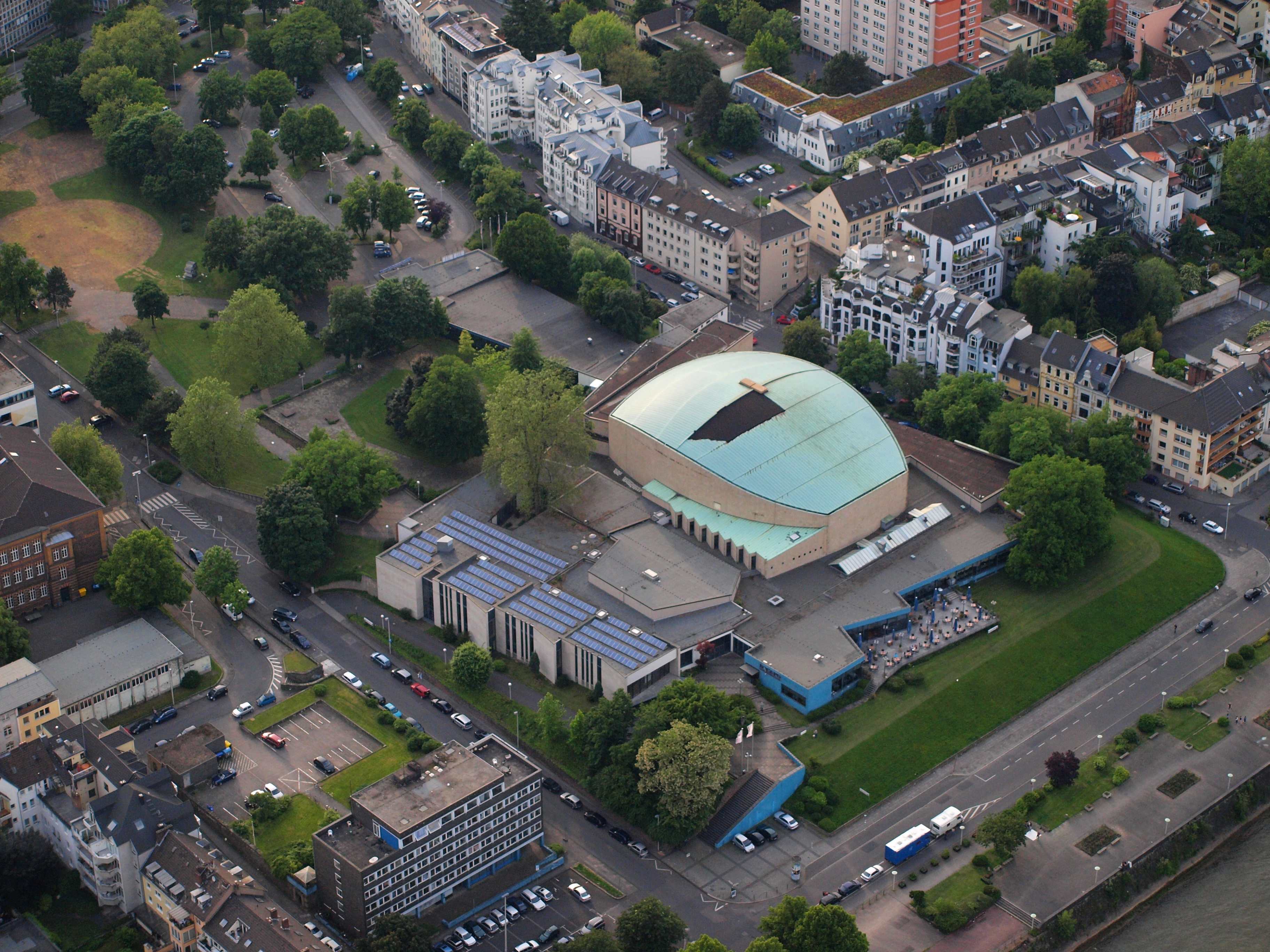
Vue aérienne de la salle Beethoven, côté est.

La première salle Beethoven a été construite en 1845 à la suite de l'inauguration du monument à Beethoven sur la Münsterplatz, la seconde en 1870 pour le 100e anniversaire de la naissance de Beethoven. Après la destruction de cette salle pendant la Seconde Guerre mondiale, les premières actions pour une reconstruction commencent en 1950. La troisième salle Beethoven est construite sur les plans et sous la direction de Siegfried Wolske. En septembre 1959, elle est terminée, et constitue depuis un emblème de la ville et un des bâtiments les plus significatifs de la jeune république fédérale. Le but premier de la salle Beethoven est la culture de la musique de Ludwig van Beethoven. Elle est la salle d'attache de l'Orchestre Beethoven de Bonn. Les concerts d'ouverture et de clôture de la fête de Beethoven ont lieu dans son grand auditorium. Outre l'utilisation comme salle de concert pour la musique classique, on organise dans la salle notamment des séances de carnaval, des expositions, des réceptions, des congrès et autres festivités.
À l'époque où Bonn était la capitale de la république fédérale, l'Assemblée fédérale a été convoquée quatre fois, de 1974 à 1989, dans la salle Beethoven pour élire le président fédéral allemand.

## Situation

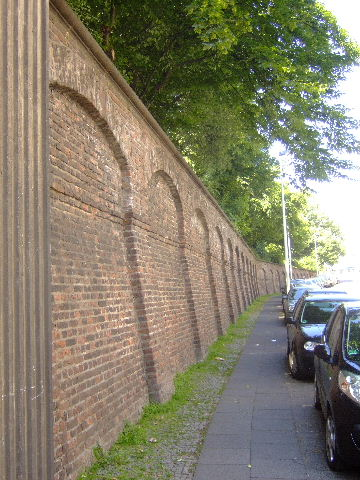
Restes d'une fortification d'époque baroque de la ville de Bonn — couleur cire

La salle Beethoven est située au bord du Rhin au nord de Bonn. On y va en quelques minutes à pied du nord comme du centre de la ville. La salle a été bâtie sur les restes d'un bastion appartenant à la fortification baroque de la ville. Au XIXe siècle, sur le terrain séparant la rive du Rhin et la Wilhelmsplatz, on a construit les bâtiments de la clinique de l'Université rhénane Frédéric-Guillaume de Bonn ; à la place de la salle Beethoven d'aujourd'hui, il y avait la clinique pour femmes. En 1944, elle a été largement détruite par des bombardements, comme les autres bâtiments de la clinique, et on ne l'a pas reconstruite après la guerre.
Le terrain sur lequel se trouve la salle Beethoven s'étend, à peu près rectangulaire en direction est-ouest, entre la rive du Rhin et la Welschnonnenstraße.
Les installations extérieures comprennent au nord-ouest un parking, et un parc dessiné par l'architecte paysagiste Heinrich Raderschall, comprenant des arbres dont certains remontent au XIXe siècle. Vers l'est, le parc descend par un talus raide vers le Rhin. Le bâtiment, avec sa situation élevée, son architecture, notamment sa coupole verte visible de loin, a marqué l'image de la ville depuis un demi-siècle. La salle Beethoven est — à part de nombreux édifices sacrés, le seul bâtiment culturel profane situé à la proximité immédiate du Rhin parmi toutes les villes sur ce fleuve, au nord du lac de Constance.

## Histoire
Il n'y a pas eu pendant 10 ans, depuis la salle plénière du palais fédéral dessiné en 1949 par Hans Schwippert en 1949, de nouveau bâtiment représentatif à mentionner. Cela ne changea que lors de la construction de la salle Beethoven. Sa construction a été pour la « capitale provisoire » une performance où les citoyens de la ville ont joué un rôle important. C'est d'eux qu'est venue l'initiative de construire la nouvelle salle, et à l'initiative d'une série de citoyens de Bonn a été organisée une collecte de fonds qui a rapporté plus d'un million de DM.

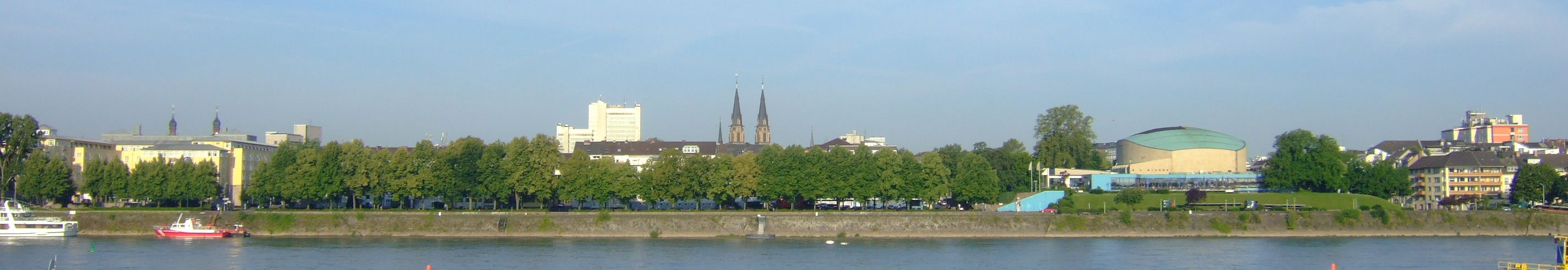
Vue de la rive droite du Rhin

L'engagement de la part des citoyens a engagé à procurer à la présentation de la musique du compositeur né à Bonn un bâtiment de concert approprié. En outre, l'esprit de la jeune république fédérale devait se montrer dans cette nouvelle construction. Dans l'après-guerre, il y a eu dans beaucoup de communes des souscriptions pour des bâtiments culturels, qui « devaient donner une forme à l'esprit nouveau ». À Bonn, cette intention a été réalisée avec la salle Beethoven, d'après l'historien de l'art Jörg Rüter, d'une manière « exemplaire pour un processus de décision démocratique, allant de la formulation des exigences du concours jusqu'à la question des éléments d'aménagement ».
La salle Beethoven actuelle est la troisième salle de concert de l'histoire de Bonn à porter ce nom. La présentation qui suit de l'histoire des deux précédentes se fonde sur l'étude de Jörg Rüter, Die Bonner Beethovenhalle.

### La première salle Beethoven
La première salle Beethoven a vu le jour en 1845 comme « architecture festive et coulisse temporaire » pour Franz Liszt. En remerciement pour sa généreuse participation à l'érection du monument à Beethoven, il avait été invité à Bonn, et devait présider aux festivités de l'inauguration. Il avait déjà refusé pour le lieu des festivités le manège académique, qui avait déjà été aménagé pour 2000 visiteurs. Au lieu de cela, on a construit sur le terrain privé du « parc Räss », à côté de l'église des Franciscains une nouvelle construction, à la place de l'actuel bain Victoria. Les plans ont été faits par 14 maîtres d'ouvrage de Bonn, avec le conseil spécialisé du maître architecte de la cathédrale de Cologne, Ernst Friedrich Zwirner et de son collaborateur Vincenz Statz.
La première salle Beethoven a été construite en bois sur un plan basilical et pouvait accueillir 2500 visiteurs. Elle a été louée pour son acoustique et était une « performance de travail artisanal en concertation ». En onze jours, 95 charpentiers, menuisiers et décorateurs avaient réalisé un bâtiment de fête, avec des chapiteaux décorés, des frises peintes et des tentures sur les murs. Deux mois après la fête de Beethoven de 1845, un notaire mettait la salle « en vente pour démolition ». Ce sont des raisons de sécurité incendie qui ont joué là un grand rôle.

### La deuxième salle Beethoven

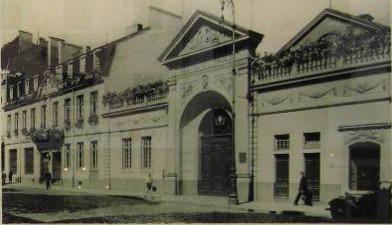
La salle Beethoven construite en 1870 - Entrée

25 ans après, à l'occasion du centenaire de la naissance de Ludwig van Beethoven, une nouvelle salle est construite sur la Vierecksplatz, dans la Brückenstraße, aujourd'hui Berliner Freiheit 20-24. Le conseil de la ville se décide le 4 février pour la nouvelle construction sur la Vierecksplatz. Auparavant, une recherche d'autres endroits pour célébrer la fête du centenaire du compositeur avait eu lieu. Le dernier choix comprenait la Kreuzkirche, église évangélique sur la Kaiserplatz (mais elle n'est terminée qu'en août 1870), le grand auditorium de l'Université et la cour des arcades de l'Université. L'industriel Joseph Drammer, ainsi que l'association des citoyens de Bonn, et une « association Beethoven par actions » en gestation avaient négocié avec la ville comme financeurs potentiels sur la base de diverses possibilités. La nouvelle construction commencée le 3 mars 1870 a eu lieu sur la base d'un plan de financement élaboré par un « comité Beethoven » composé de 38 citoyens de Bonn, de l'administration de la ville et de l'entrepreneur Joseph Engelskirchen. Engelskirchen fournissait le projet pour la salle Beethoven.
La construction s'est faite surtout en bois de sapin, avec une façade en stuc indépendante placée par devant, qui avec un étage en style néoclassique, et un portail en plein cintre couronné d'un fronton, masquait la forme de la salle proprement dite. Le bâtiment était sur un plan basilical à trois nefs, avec une galerie longitudinale. Il accueillait environ 1500 personnes.
Au cours des décennies suivantes, la salle est devenue un « centre de la vie musicale estimé internationalement, et apprécié pour son acoustique ». Mais le bâtiment ne servait pas seulement au culte de la musique classique. Son utilisation allait de lectures de poèmes jusqu'à des matches de boxe, de la mise en scène de masse de d'Œdipe roi par Max Reinhardt et des Passions d'Oberammergau aux expositions agricoles et aux bazars de charité avec foire et kermesse, des fêtes  universitaires et changements de recteur aux fêtes de carnaval et aux bals masqués, des journées de la catholicité aux réunions du parti nazi.
Pendant la Seconde Guerre mondiale, le 18 octobre 1944, cette deuxième salle Beethoven a été détruite par un bombardement.

### Reconstruction

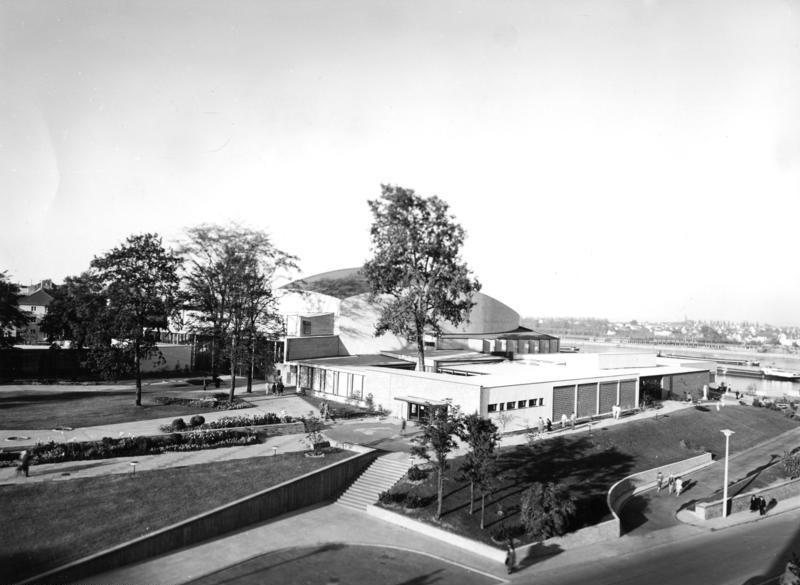
La salle Beethoven peu après l'ouverture en octobre 1959

En 1950, les premiers travaux pour l'érection d'une nouvelle salle commencent. En mai de cette année, il y eut au cinéma Metropol une représentation festive du film autrichien Eroica (1949) au profit de la reconstruction de la salle Beethoven. Le 10 juin 1950, le journal Bonner Rundschau installa sur la Münsterplatz une imitation en bois du Brückenmännchen, une sculpture détestée par les habitants de Bonn, et laissait y planter des clous contre une contribution à la collecte qui avait été lancée. À partir de 1951, l'« association des fondateurs de la salle Beethoven de Bonn » joue un rôle important dans les actions de soutien de la construction. De telles actions, nombreuses, ont lieu dans les années suivantes dans le pays et à l'étranger. Parmi les artistes de renom qui y participent, on citera Elly Ney et Andor Földes. Le sommet de la campagne internationale de souscription a été un concert extraordinaire d'Andor Földes au Carnegie Hall à New York.
Pour la recherche d'un terrain pour la salle, celui occupé par la deuxième salle Beethoven détruite pendant la guerre ne pouvait plus être envisagé. C'était rendu impossible par le nouvel aménagement de l'axe est-ouest dans la région Berliner Freiheit/Bertha-von-Suttner-Platz. Le 19 janvier 1952, le comité des constructions du conseil municipal conseilla de construire la salle sur le terrain de la clinique universitaire qui avait été détruite, au bord nord de la vieille ville. Le conseil municipal entérina cette recommandation le 21 mars 1952.
En janvier 1954 suivit l'appel d'offres du concours d'architectes pour la soumission de projets pour la nouvelle salle. 109 architectes ont pris part à ce concours international. Après un examen préliminaire des projets, le jury du prix siège en août 1954 sous la présidence d'Otto Bartning et de Paul Bonatz.
Les modèles étaient exposés dans les salles du lycée Ernst-Moritz-Arndt et pouvaient y être expertisés. Six projets ont été éliminés à première vue en raison d'une documentation manquante. Après une visite de l'exposition, une « première tournée » choisit à l'unanimité 42 modèles. À  la quatrième tournée, il restait en choix restreint 14 projets. Jusque là, les auteurs avaient été tenus anonymes. À l'ouverture des plis, le premier prix fut attribué à l'architecte de 29 ans, élève de Scharoun, Siegfried Wolske. Le deuxième prix est attribué à l'architecte berlinois Willy Kreuer et son collaborateur Heinz Weden.
Le conseil municipal a pris la décision de construction le 8 juin 1955. La pose de la première pierre a eu lieu le 16 mars 1956 par le Président fédéral Theodor Heuss. Dans le certificat de pose de la pierre signé par Heuss, le maire de Bonn Peter Maria Busen et les membres du conseil municipal ont exprimé le vœu que la nouvelle salle devienne « un centre international de culture de la musique de Beethoven ». En 1959, la nouvelle construction sous la direction de Siegfried Wolske était achevée. Les coûts se sont élevés à 9,5 millions de DM. La collecte de fonds a rapporté plus d'un million de DM, la république fédérale et l'État de Rhénanie du nord-Westphalie ont donné chacun un million, et la ville de Bonn 6,5 millions de marks.
Le 8 septembre 1959, la nouvelle salle Beethoven était inaugurée solennellement, introduite par « la Consécration de la maison » de Beethoven. Le président fédéral Theodor Heuss, le ministre des cultes du Land de Rhénanie du nord-Westphalie Werner Schütz et le maire Wilhelm Daniels ont fait des discours. Paul Hindemith a dirigé personnellement sa Nobilissima Visione. Dix jours plus tard, le 18 septembre 1959, a lieu pour la première fois le « festival Beethoven de la ville de Bonn » dans la nouvelle salle. L'artiste le plus réputé de ce XXIIe festival est Yehudi Menuhin.

### Inscription parmi les monuments historiques

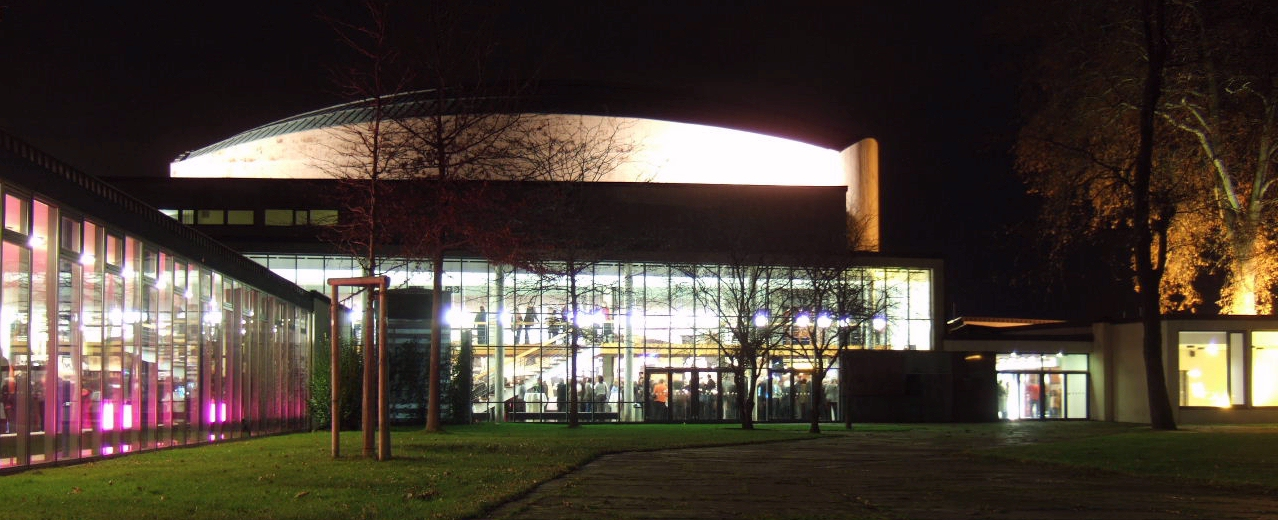
Vue de nuit

En 1990, la salle Beethoven a été inscrite sur la liste des monuments historiques de la ville de Bonn. L'argumentaire pour cette inscription retient pour la préservation et l'utilisation du bâtiment « des motifs artistiques, scientifiques, en particulier en ce qui concerne sa situation dans l'histoire de l'architecture et l'urbanisme ». Le classement concerne l'ensemble de la salle Beethoven — y compris l'allée du restaurant avec sa terrasse et les escaliers — constituée de la grande salle, du studio, de la salle de musique de chambre, de la salle de conférences, du foyer et du vestiaire, ainsi que des divers salons (fumeurs). La salle Beethoven « incarne architecturalement la voie de l’architecture organique, qui se détache de "l’architecture purement fonctionnelle" ». Et la justification continue : « Elle s'aligne dans toute la république fédérale dans un groupe de salles de concert de l'après-guerre, comme la Philharmonie de Berlin ou le centre de culture et de congrès « Liederhalle » de Stuttgart. Des éléments de structure ornementaux, issus de l'architecture expressionniste, y sont encore développés. La décoration extérieure et intérieure fait avec les matériaux, les formes et les couleurs une synthèse réussie avec la fonction, et donnent jusqu'aujourd'hui au bâtiment dans sa forme initiale une individualité artistique très originale ». Du point de vue urbanistique, « la salle Beethoven documente de façon éclatante le nouvel urbanisme sur le terrain du bastion de Bonn du XVIIe siècle et de l'extension de la ville au XIXe siècle. En situation exposée, perchée sur la haute rive du Rhin, elle appartient à la silhouette urbaine de Bonn, impossible à confondre ». Un autre aspect qui motive l'inscription sur la liste des monuments historiques est sa garniture artistique.
En février 2011, le conservateur du Land, Udo Mainzer a demandé à l'administration de la ville de Bonn de placer aussi sur la liste des monuments historiques l'ensemble de la surface entourant la salle Beethoven. « Il entend par là le paysage complet, avec gazons, chemins, parking et accès, qui fait une unité savante avec le bâtiment — de même que les environs des châteaux de Brühl ».

### Modernisation et extension

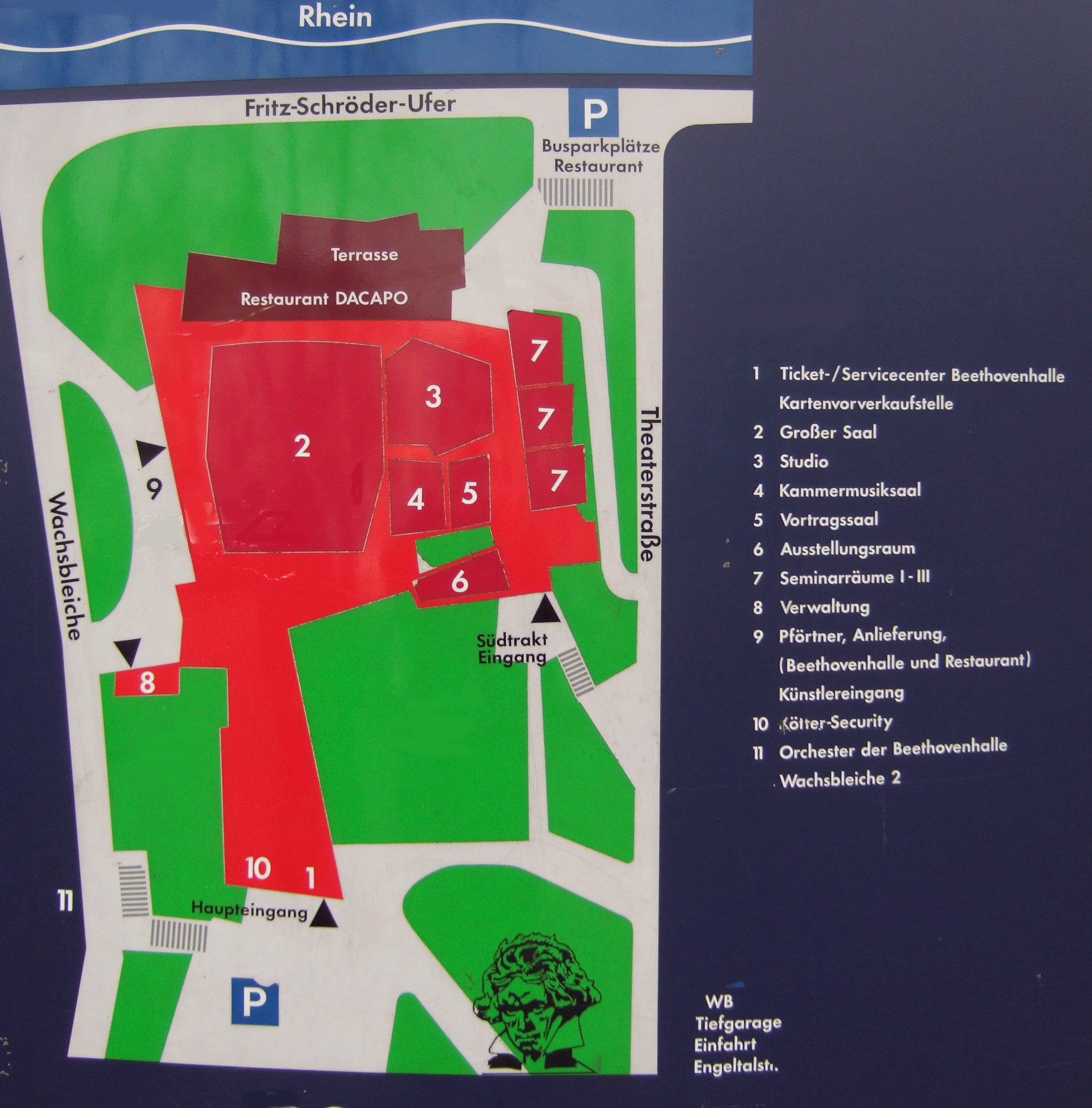
Plan de situation de la salle Beethoven (2009) - nord à gauche : 1 Entrée, tickets - 2 Grande salle - 3 Studio - 4 Musique de chambre - 5 Conférences - 6 Exposition - 7 Séminaires I-III - 8 Administration - 9 Service - 10 Sécurité - 11 Orchestre

En été 1985, il a fallu fermer et rénover la salle Beethoven pour des dégâts dus à un incendie volontaire. Les parties atteintes étaient surtout le plafond acoustique, l'orgue et la partie est de la salle. Dans les années 1980, la salle avait été si fortement utilisée qu'il fallait parfois la louer avec trois ans d'avance. Les plans de construire un centre de conférences dans le voisinage de la salle n'ont pas été réalisés. À la fin des années 1980, jusqu'au début des années 1990, il y a eu de nombreux plans de remodelage de la salle. Après qu'elle a été placée en 1990 sur la liste des monuments historiques, la ville s'est écartée de cette intention. En 1996, la salle a été modernisée sous la direction de Siegfried Wolske pour 22,6 millions de DM (soit 11,35 millions d'euros), avec une extension de trois salles de séminaires vers le sud.
Après l'extension, la salle Beethoven comprend quatre domaines de réunion : 
- Grande salle (1980 places)
- Studio (487 places)
- Salle de musique de chambre (240 places)
- Forum sud (Centre de congrès et salles de séminaire)

En 2005, des mesures d'amélioration pour un montant de 1,9 million d'euros ont été évoquées de la part de l'administration de la ville, notamment pour l'optimisation de l'acoustique de la salle. Ces dispositions n'ont pas été réalisées. Des travaux de sécurité incendie ont été réalisés en 2007, pour un montant de 1,5 million d'euros. Le conseil municipal a décidé le 14 avril 2011 un budget d'investissement de 2,8 millions d'euros en tout pour les années 2011 et 2012. Ces crédits doivent servir à moderniser notamment la climatisation et la technique du son.
En juin 2012, l'administration de la ville fit connaître le résultat de son expertise sur la réhabilitation de la salle Beethoven : une réhabilitation de fond pour une « salle multifonctions » devrait coûter quelque 30 millions d'euros, mais quelque 43 millions d'euros devraient être investis pour transformer la salle Beethoven en « salle de concert de grande classe ». En juillet 2013, le conseil municipal de Bonn décida de charger l'administration de mettre sur pied un budget et un planning pour l'amélioration de la salle Beethoven au niveau d'une salle multifonctions.

## Architecture

### Bâtiment
Le complexe des bâtiments de la salle Beethoven consiste d'un groupe de cubes déformés irrégulièrement, avec des inclinaisons de toits différentes, ordonnées autour de la grande salle surmontée d'une coupole. Le corps de bâtiment central est la coupole, qui monte comme une vague du Rhin. Sa hauteur est de 25 m au-dessus des fondations. Elle recouvre la salle large de 36 m et longue de 49 m. C'est une structure autoporteuse en acier recouverte de cuivre. Le toit qui a été refait en 1975 a une surface de 2 000 m2. Des dommages dus à l'eau avaient rendu la rénovation nécessaire. On y a construit une structure en bois sous le toit, qui a à peine changé la hauteur des chéneaux. Depuis, la surface du toit présente sept travées de marches, parallèles au Rhin, et qui croisent donc la courbe est-ouest de la surface de la coupole. La travée du milieu, qui passe par le centre de la coupole est partiellement revêtue d'une couverture provisoire, à la suite d'une tempête en 2007, mais le matériau et la couleur ne sont pas assortis à l'environnement.
Les composantes du complexe sont séparées les unes des autres mais sont ordonnées par la coupole. Le centre du complexe a un plan asymétrique non axial. Au sud de la grande salle se trouvent à l'est un grand studio de 500 m2, en oblique, sur un plan en éventail, et à l'ouest  une grande salle de musique de chambre de 192 m2 sur un plan en trapèze. Plus au sud encore, sur un quadrilatère allongé irrégulier en oblique de 145 m2, il y a une grande salle de conférences. Cette partie du complexe a été agrandie au milieu des années 1990 par l'addition de trois salles de séminaire.

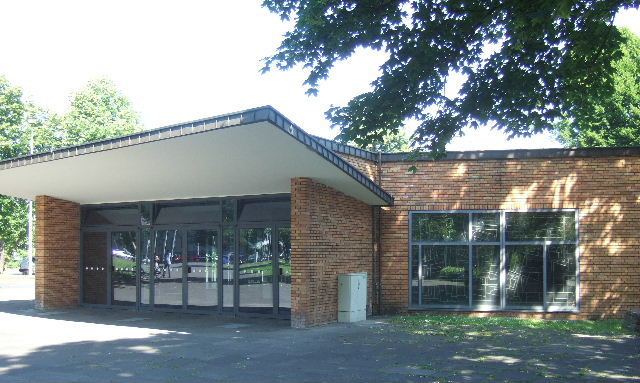
Entrée
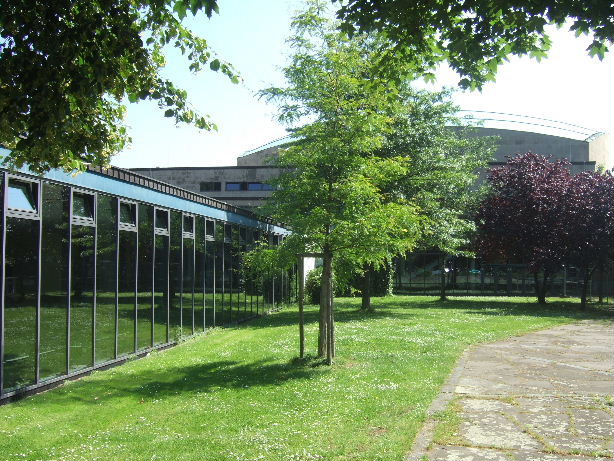
Vue de l'ouest
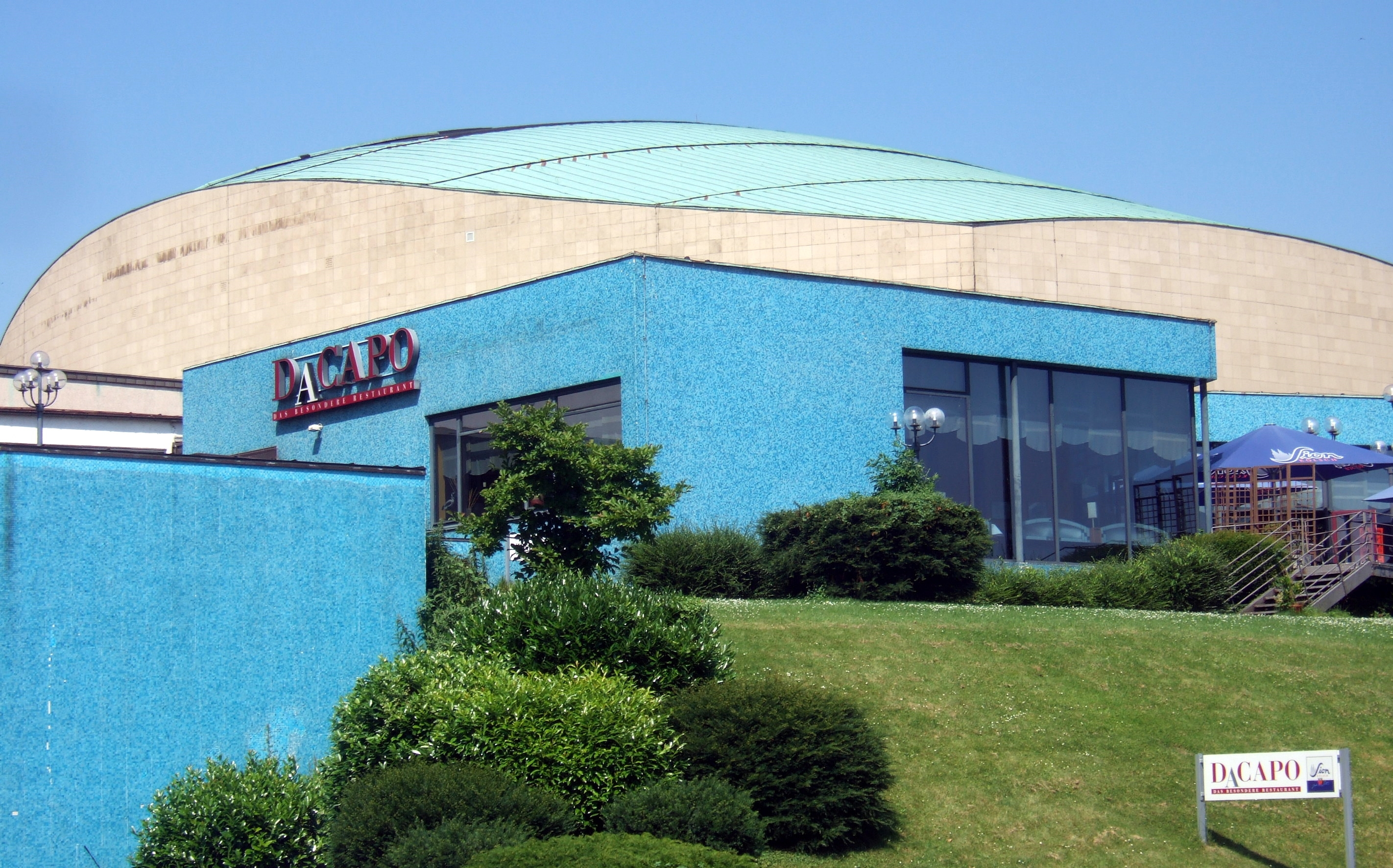
Côté du Rhin
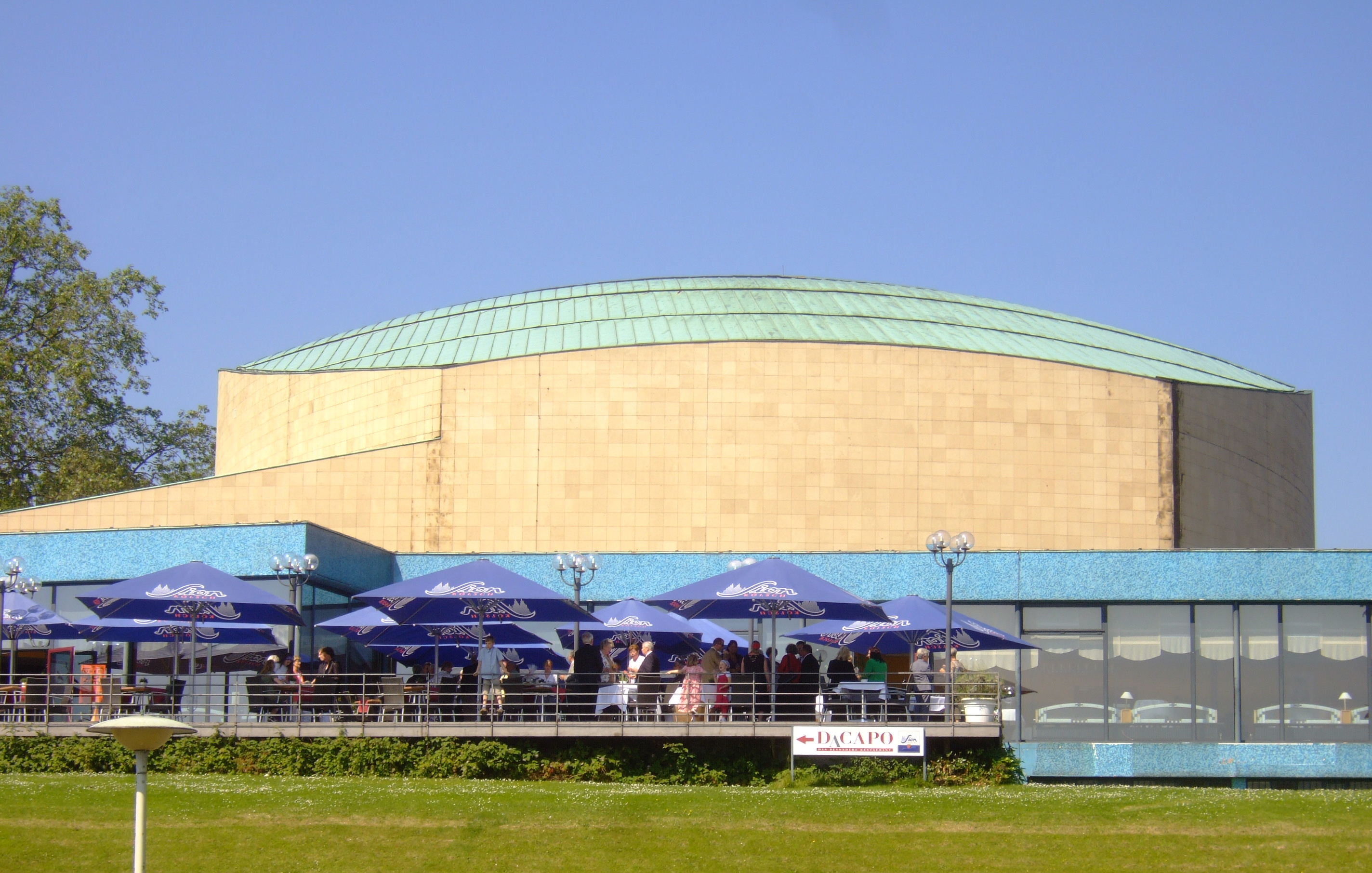
Côté du Rhin

### Architecture intérieure
L'architecte a conçu en longueur, comme un doigt placé devant la grande salle, le foyer principal où sont placés les salles d'entrée et de caisse, ainsi que les vestiaires. La salle de caisse murée en brique et ne recevant que peu de lumière du jour s'étend vers l'est et débouche dans le domaine des vestiaires, quatre marches plus bas, et dont le côté sud est complètement rendu en verre.
Le foyer principal lui-même est marqué par les escaliers librement positionnés dans l'espace, qui montent vers la galerie de la grande salle de 977 m2. La forme en plan de la salle est formée en ellipse, avec des pans coupés courbes ou rectilignes en maints endroits. La grande salle est revêtue de bois uniformément ocre mat, « faisant un effet presque expressionniste ». Elle est au centre du bâtiment et dispose d'une estrade de 280 m2, et présentait lors de l'ouverture 1 400 places assises. Le sol ne présente aucune pente.
Le plafond « sphéroïdal aplati » sous la coupole possède à l'intérieur une surface suspendue formée de corps en relief géométriques. Avec les portes qui se situent entre les décrochements des parois de côté, la grande salle donne sur un couloir et vers le foyer principal, qui ouvre l'accès à deux « foyers pour fumeurs ».

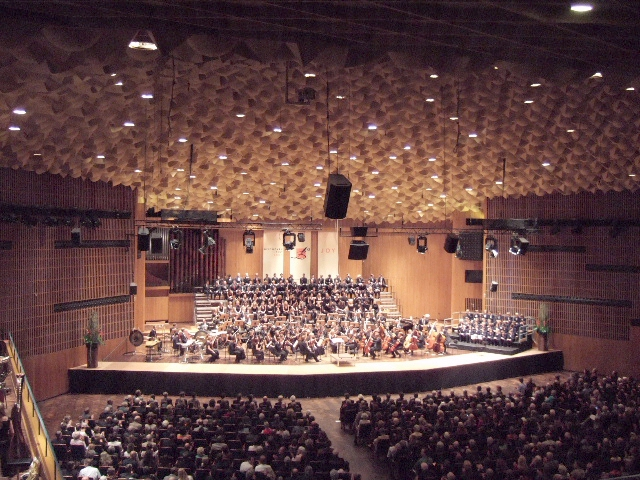
Grande salle — Concert pendant le festival Beethoven de 2007

Le foyer principal, le couloir, les salles de musique de chambre et de conférences entourent une petite cour intérieure, où pousse un platane. Les salles et studios sont reliés entre eux, si bien qu'il est possible de passer du couloir nord et du foyer, par le restaurant situé au-dessus du Rhin vers les salles sud et de là de nouveau dans la salle d'entrée ouest.

Pour les matériaux de construction, Wolske s'est efforcé d'utiliser les matières premières les plus nobles du monde entier : granit de Suède, mosaïque de verre d'Italie, marbre d'Italie, parquet de teck de Birmanie, parquet d'Afrormosia d'Afrique de l'Ouest et bois du Japon pour les revêtements muraux de la grande salle.

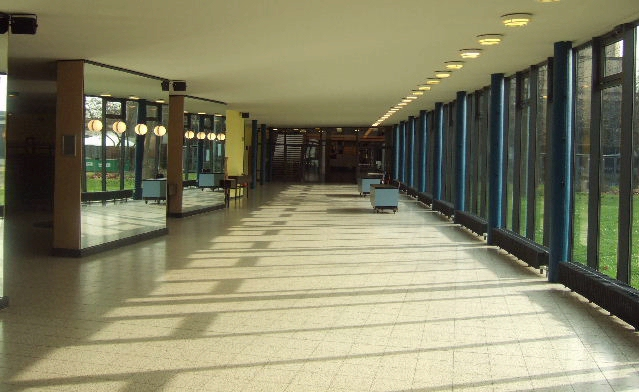
Entrée du vestiaire
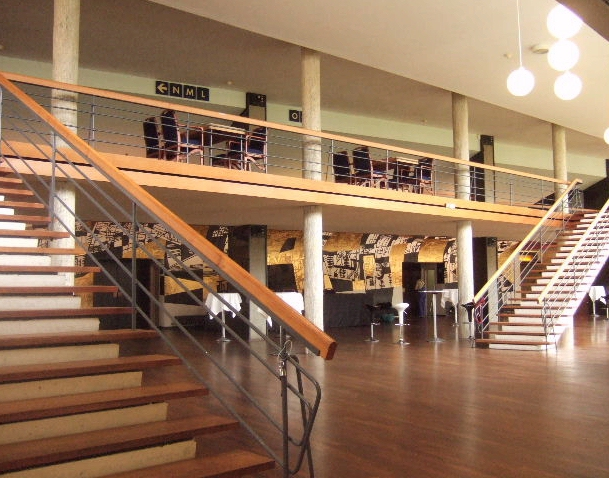
Foyer principal
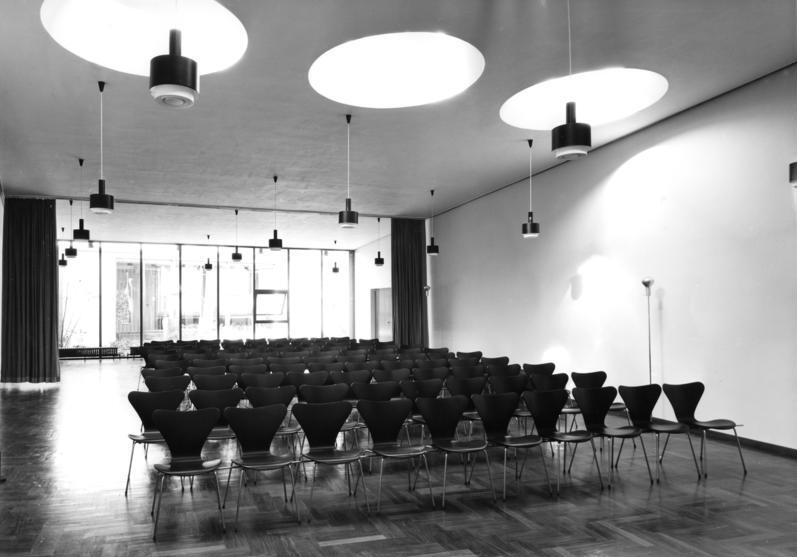
Salle de conférences (photo de 1959)
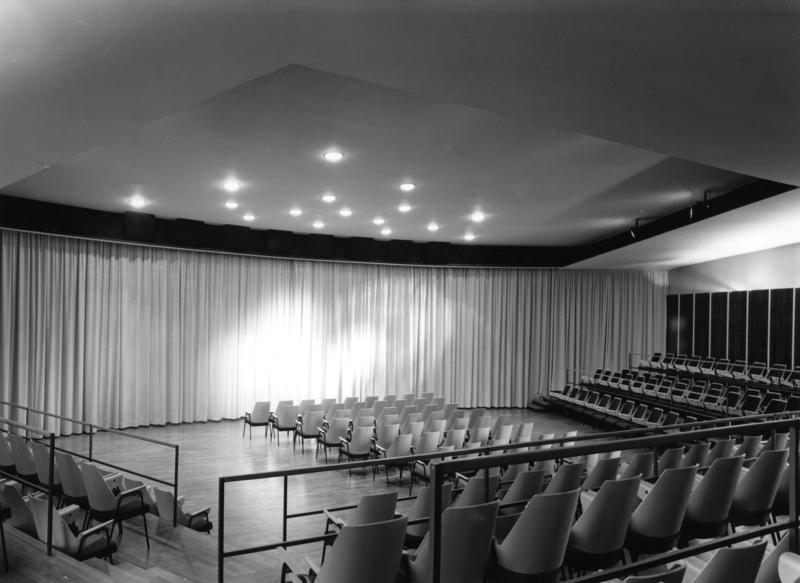
Studio (photo de 1959)

### Orgue
La scène est équipée d'un orgue avec 5 258 tuyaux et 67 registres (+ un couplage pédalier-manuel) sur quatre claviers, avec transmission mécanique et électrique. Il a été construit en 1959 par le facteur d'orgue Johannes Klais, et a la disposition suivante (les noms sont les originaux allemands, la traduction étant aléatoire, les noms, même en allemand, ayant varié dans le temps et selon les régions.) : 
| I Oberwerk C–  |       |
| Prinzipal      | 8′    |
| Bleigedackt    | 8′    |
| Oktave         | 4′    |
| Rohrflöte      | 4′    |
| Nasat          | 2²/3′ |
| Superoktave    | 2′    |
| Terz           | 1³/5′ |
| Septime        | 1¹/7′ |
| Scharff V–VI   | ¹/4′  |
| Quintzimbel II | ²/3′  |
| Dulzian        | 16′   |
| Krummhorn      | 8′    |
|                |       |
| Tremolo        |       |

| II Hauptwerk C– |       |
| Prinzipal       | 16′   |
| Oktave          | 8′    |
| Rohrflöte       | 8′    |
| Weidenpfeife    | 8′    |
| Superoktave     | 4′    |
| Koppelflöte     | 4′    |
| Hohlflöte       | 2′    |
| Kornett III     | 2²/3′ |
| Rauschpfeife IV | 2²/3′ |
| Mixtur V        | 1¹/3′ |
| Trompete        | 8′    |
| Trompete        | 4′    |

| III Schwellwerk C– |       |
| Pommer             | 16′   |
| Holzprinzipal      | 8′    |
| Spitzgedackt       | 8′    |
| Viola di Gamba     | 8′    |
| Schwebung          | 8′    |
| Oktave             | 4′    |
| Querflöte          | 4′    |
| Quinte             | 2²/3′ |
| Schwegel           | 2′    |
| Sesquialter II     | 1¹/3′ |
| Mixtur V           | 2′    |
| Nonenzimbel IV     | ²/7′  |
| Bombarde           | 16′   |
| Trompete           | 8′    |
| Oboe               | 8′    |
| Clairon            | 4′    |
|                    |       |
| Tremolo            |       |

| IV Brustpositiv C– |       |
| Holzgedackt        | 8′    |
| Quintadena         | 8′    |
| Blockflöte         | 4′    |
| Prinzipal          | 2′    |
| Rohrflöte          | 2′    |
| Spitzquinte        | 1¹/3′ |
| Sifflöte           | 1′    |
| Acuta IV–VI        | 1     |
| Terzzimbel III     | 16′   |
| Holzschalmei       | 8′    |
| Vox humana         | 8′    |
|                    |       |
| Tremolo            |       |

| Pedal C–         |       |
| Untersatz        | 32′   |
| Prinzipalbass    | 16′   |
| Subbass          | 16′   |
| Pommer (aus III) | 16′   |
| Oktavbass        | 8′    |
| Holzflöte        | 8′    |
| Rohrgedackt      | 8′    |
| Oktave           | 4′    |
| Spitzflöte       | 4′    |
| Nachthorn        | 2′    |
| Nonenkornett V   | 2′    |
| Hintersatz V     | 2²/3′ |
| Kontraposaune    | 32′   |
| Posaune          | 16′   |
| Trompete         | 8′    |
| Clarine          | 4′    |
| Singend Kornett  | 2′    |

### Acoustique
La première, et surtout la deuxième salle Beethoven étaient célèbres pour leur bonne acoustique. Ceci devait encore être le cas pour la nouvelle salle. Les maîtres d'œuvre ont confié l'arrangement acoustique de la grande salle au physicien de Göttingen Erwin Meyer. Il avait la tâche de créer de bonnes conditions acoustiques pour une salle prévue aussi bien pour des concerts de musique, spécialement de musique classique, que pour des présentations dans  lesquelles les contributions parlées étaient au premier plan — comme des congrès ou des manifestations de carnaval.
Dans une contribution à un ouvrage sur la salle Beethoven destiné au chef du service culturel de Bonn Gert Schroers, Meyer pose la question : « Peut-on encore aujourd'hui abandonner l'acoustique aux hasards de l'architecture ? ». Il continue par « Il faut répondre carrément non à cette question. L'acoustique scientifique a fait de tels progrès que l'on connaît les conditions de base nécessaires pour une bonne acoustique, et on peut en tenir compte. La preuve en est faite par les nombreux salles de concert, théâtres, opéras construits à neuf après la guerre dans tous les pays »..
Un des buts les plus importants poursuivis par Meyer avec les architectes était, au moyen des matériaux  de construction, — dans la salle Beethoven, ce sont par exemple les lambris en bois sur les murs, et la structure du plafond — de faire en sorte que le rapport entre le son direct et les réflexions soit équilibré, assez grand pour que la musique soit encore entendue de façon claire et transparente, mais pas trop grand, pour ne pas atténuer l'effet de volume. L'écho devrait être bien réparti dans l'espace, posséder un volume suffisant par rapport au son total, et ne pas être trop court, pour bien envelopper de musique l'auditeur. Le temps d'écho idéal se situe vers 1,5  à   2 s.
Depuis la création de la salle Beethoven, il y a eu beaucoup d'études et d'expertises sur son acoustique. En 1988, une équipe de l'université japonaise d'Osaka a testé l'acoustique de nombreuses salles de concert européennes, notamment le Concertgebouw d'Amsterdam, la philharmonie de Munich au Gasteig et la Musikverein de Vienne, la salle classique la plus célèbre. La salle de Bonn pouvait alors présenter les meilleurs temps d'écho, selon le General-Anzeiger dans un article intitulé « La salle Beethoven a une acoustique de première classe ».. Dans l'ouvrage standard « Acoustique et pratique de la représentation musicale », Jürgen Meyer place la salle Beethoven parmi les meilleures salles de concert « récentes », c'est-à-dire construites entre 1951 et 1986, avec de bien meilleures notes que le Royal Festival Hall — avant la modernisation terminée en 2008 — et un peu meilleure que la philharmonie de Cologne.
Devant l'arrière-plan de la concurrence croissante des  salles de concert nouvellement construites dans les villes voisines, la ville confia à la firme Graner&Partner une expertise de l'acoustique. Les propositions soumises le 17 février 2005 pour « l'amélioration de l'acoustique de la salle » constatent, après des mesures du temps d'écho et de la réponse impulsionnelle, des défauts dans le domaine de l'estrade et des premiers rangs d'auditeurs. L'expertise propose deux variantes pour éliminer ces défauts, la plus approfondie étant chiffrée à 800 000 €. La conclusion de l'expertise est que « avec cette variante, on peut réaliser une très bonne acoustique de concert. Le temps d'écho est remonté à un niveau correspondant aux habitudes d'écoute actuelles, et le tableau des réflexions est égalisé ». Les améliorations proposées n'ont pas été effectuées.
L'expérience sonore des auditeurs des concerts correspond à ces résultats d'expertise. Le spécialiste musical de Cologne, Michael Gassmann, écrit : « À la plupart des places, on entend bien à très bien. Ce n'est que tout à fait à droite et tout devant, que le public perd une partie du son. Mais dans quelle salle du monde — en exceptant la référence éternelle du Musikverein de Vienne — n'y a-t-il pas des coins perdus ? Même dans la Philharmonie de Cologne, les auditeurs assis au bord entendent à peine les solistes debout devant la rampe. Dans la salle Beethoven, il en va autrement : le son d'un grand orchestre et des solistes se mêle en un tout homogène. Dans les concerts de piano, il s'avère qu'un seul instrument amène l'ensemble de la salle à vibrer ».
Bien que Leonard Bernstein ait déversé des louanges sur l'acoustique dans les années 1980, son collègue chef d'orchestre Kurt Masur aiguisa par contre ses critiques en mars 2010. Le General-Anzeiger de Bonn du 29 mars 2010 le cite en ces termes : « Entendez-vous cette acoustique sèche ? on ne remarque pas que le son se déplace. La salle Beethoven n'a pas été construite comme une pure salle de concerts :  aujourd'hui il faut compter 10 m3 d'air par auditeur pour avoir une bonne acoustique, on en est loin ici ». Quelques jours plus tard, Heribert Beissel, le chef de la philharmonie classique de Bonn, contredisait la critique de Masur : « La philharmonie classique de Bonn, avec ses concerts mensuels réguliers dans les onze plus grandes salles de la RFA, a les meilleures possibilités de comparaison avec la salle Beethoven de Bonn, et par là une compétence de jugement motivée. En comparaison avec le cas idéal de la salle de musique de Hambourg, les autres salles, comme le Gasteig de Munich présentent de plus gros défauts acoustiques que la salle Beethoven de Bonn ».

### L'art à l'intérieur et à l'extérieur

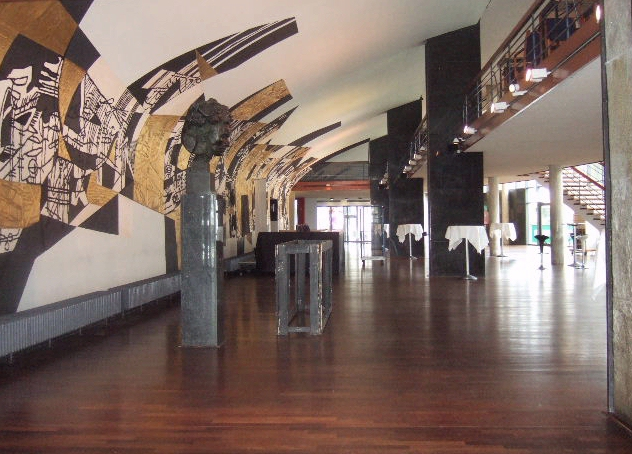
Grand foyer avec le mur dessiné par Joseph Fassbender — par devant le buste de Beethoven d'Antoine Bourdelle.

À l'ouverture de la salle le 9 septembre 1959, l'exposition « Artistes berlinois du présent » a été présentée, avec des œuvres de Bernhard Heiliger, Hann Trier, Karl Schmidt-Rottluff et Hans Uhlmann. Heiliger et Uhlmann avaient participé avec leurs propres œuvres à la conception artistique de la salle. Du côté du Rhin, il y a depuis 1959 une sculpture abstraite de Hans Uhlmann. Un motif plastique de Bernhard Heiliger a été exposé plusieurs années dans la cour intérieure de la salle.
La participation des beaux-arts à l'ornementation de la salle Beethoven correspondait à l'idée de Siegfried Wolske pour la salle comme un chef-d'œuvre mixte reliant l'art et l'architecture. Wolske lui-même a agi en artiste : à l'entrée principale, un vitrail module le plan de la salle. On peut voir de Joseph Fassbender dans le grand foyer une peinture murale sans titre et dans le petit foyer fumeurs la peinture murale Vihaminazhera. La France offre le portrait de Beethoven par Bourdelle, qui se trouve exposé dans le grand foyer. Devant la salle se trouve depuis 1986 la sculpture en béton Beethon de Klaus Kammerich. Du côté du Rhin, à quelque distance de la sculpture de Uhlmann, il y a une œuvre d'Alexander Wahl intitulée Confiance en l'avenir.

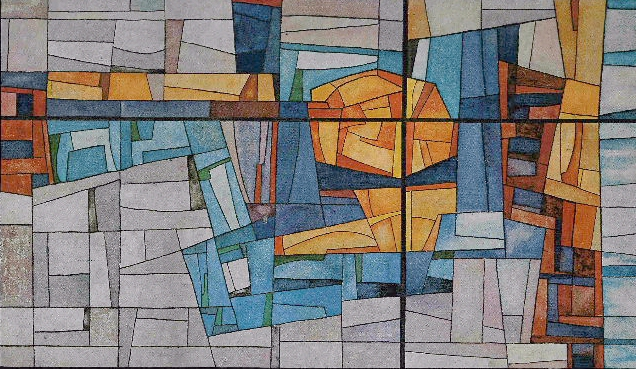
Siegfried Wolske (projet) : Vitrail
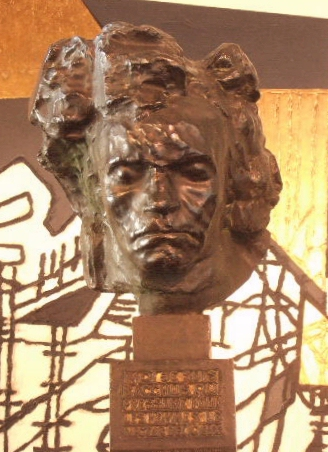
Antoine Bourdelle : Beethoven — en arrière-plan la peinture murale de Joseph Fassbender
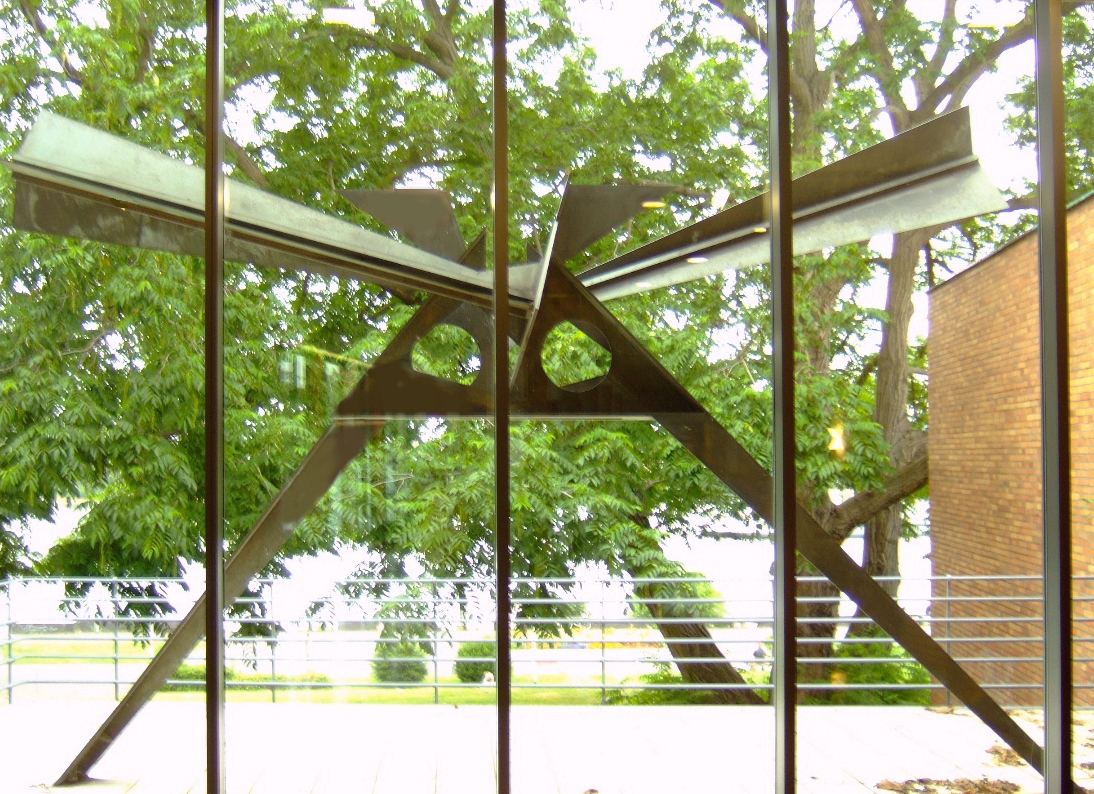
Hans Uhlmann : Sans titre (1959)
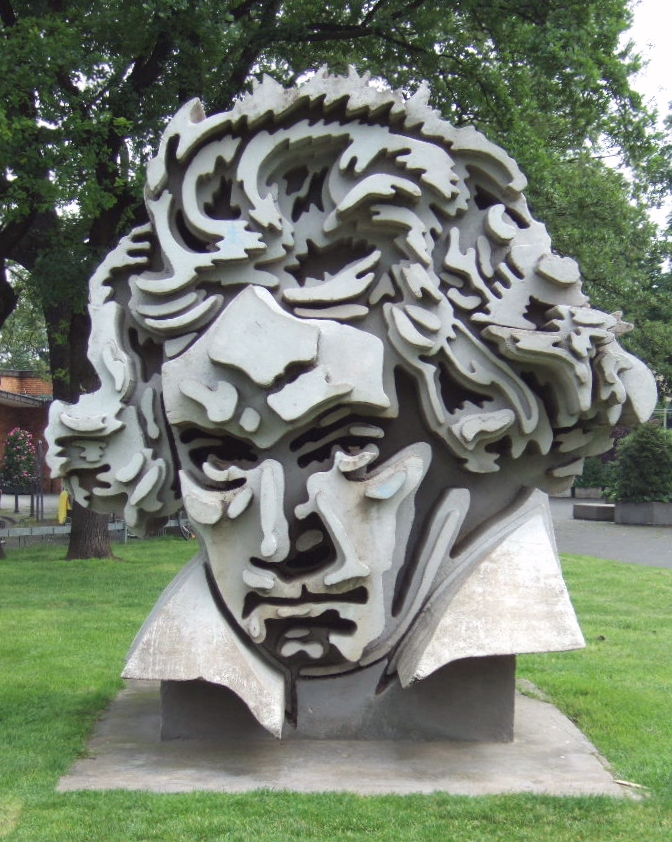
Klaus Kammerich : Beethon (1986)

### Classement
Le travail de Siegfried Wolske est décidément influencé par Hans Scharoun. Scharoun occupait depuis 1946 la chaire et la direction de l'institut d'urbanisme de l'Université technique de Berlin. Wolske appartenait au cercle des étudiants qui discutait les projets de Scharoun et les développait.
Avec ses plans en formes rondes et courbes, Scharoun s'opposait à l'architecture du Bauhaus et s'était tourné vers l'architecture organique, dont il a été le représentant le plus important en Allemagne. Alors que pour les architectes du Bauhaus, les fondements de la détermination des formes de leurs projets architecturaux étaient la géométrie et les proportions, Scharoun voulait dans la pratique du dessin de plans, trouver une forme « individuelle », qui outre la fonctionnalité du bâtiment, prend en compte aussi l'effet physiologique et psychologique sur l'utilisateur. Scharoun ménageait à la « forme organique » de ses projets une « conformité à une loi interne reflétant une position spirituelle qui comprend aussi des instants irrationnels et qu'il ne faut pas à tout prix accorder avec la fonctionnalité pure ».
C'est dans ce sens que Siegfried Wolske s'est efforcé de trouver pour la salle Beethoven une forme particulière, une « forme organique » tout à fait individuelle, dont la substance est liée à la culture, une culture dont le but est de « rapprocher les hommes les uns des autres ».. Et comme Scharoun, Wolske voulait une entremise entre l'individu et la société par des « espaces intermédiaires », environnements d'une action communautaire. Ainsi a-t-il dit dans un discours tenu le soir du 7 septembre 1959, la veille de l'inauguration solennelle de la salle Beethoven, à la remise des clés au maire de Bonn de l'époque, Wilhelm Daniels : 
« L'essence de ce bâtiment est reliée d'une manière particulière avec la société au sens large de ce mot — et ses tâches particulières dans son propre domaine, la culture. Si le but de la culture n'est pas purement esthétique, il ne peut être que de rassembler les hommes ensemble. »
— Siegfried Wolske, dans : Le sacre de la maison, p. 12
Ailleurs, on lit : 
« La tâche n'est pas de construire en fonction du bâtiment, ni en fonction d'un concept esthétique, ni pour créer un appareil technique fonctionnant bien ! Il faut plutôt dire : rendre visibles les relations entre l'individu et la société, entre la production et la réception, entre le jeu de la musique et son écoute, entre la présentation et la contemplation, entre le mouvement  et le repos, la concentration et la détente. »
— Siegfried Wolske, dans : Le Sacre de la maison, p. 13
Les projets architecturaux qui sont sur le plan national en relation temporelle étroite avec la salle Beethoven sont la salle de concert de la faculté de musique de l'Université des arts de Berlin, construite de 1952 à 1954, et la Liederhalle de Stuttgart, construite en 1955/1956. La salle de concert de Berlin, conçue par Paul Baumgarten est caractérisée par sa courbure parabolique, et par sa coupole émergeant d'un cube. La coupole de la salle Beethoven lui ressemble par son plan et son ordonnancement architectural. Erwin Meier, qui avait conseillé Wolske (cf. acoustique), avait expertisé l'acoustique de la salle de concert de Berlin. En ce qui concerne la Liederhalle de Stuttgart construite par Adolf Abel et Rolf Gutbrod, le plan est similaire à celui de la salle Beethoven. « Le contraste entre les lignes droites et courbes , encore plus marqué à Stuttgart, est remarquable, » remarque Jörg Rüter en résumant la comparaison entre les deux projets. Il continue : « Également l'évitement des angles droits est commun aux deux plans. Une autre parenté est le choix des matériaux de construction. Et aussi, comme dans la salle Beethoven, dans la Liederhalle, des œuvres d'art isolées, notamment des sculptures, sont intégrées ».

### Écho médiatique
La construction de la salle Beethoven a trouvé un écho multiple dans les médias nationaux et internationaux. Ceci est valable aussi bien pour la radio et la télévision que pour la presse quotidienne ou spécialisée,.
Quelques jours avant l'inauguration, le 29 août 1959, un des éditeurs du Frankfurter Allgemeine Zeitung, Karl Korn, s'est intéressé à l'événement et a fait le portrait du nouveau bâtiment dans un article. Il écrit : « La contribution de la nouvelle architecture (à Bonn), qui jusqu'à présent consistait en ministères et en lotissements d'habitations, n'avait pas été jusqu'à présent au palmarès. Dans deux semaines, il en ira autrement. La salle Beethoven sera citée dans les discussions, et prise en considération ». Korn loue l'initiative et le courage de Bonn pour avoir confié cette énorme tâche « à un architecte encore si jeune et si inexpérimenté ». Et pour finir, il conclut que « Bonn va enregistrer un grand avantage architectural et urbanistique ». Richard Biedrzynski, dans la Stuttgarter Zeitung du 3 septembre 1959 écrit : « La salle en elle-même se tient dans la mesure de l'humain. Il est d'ores et déjà certain que le nouveau bâtiment donne à la capitale provisoire de la république fédérale un accent, qui fera son effet, même si Bonn cesse d'être la capitale. Bonn est un ersatz pour Berlin. Mais sa salle Beethoven survivra aux changements des temps et des systèmes. Elle est mieux que tout ce que l'on a fait jusqu'à maintenant et autrement en l'honneur du plus grand fils de la ville ». Le 18 septembre 1959, l'hebdomadaire Vorwärts s'occupe de la nouvelle construction, et spécialement de son acoustique. L'éditeur écrit : « Elle est splendide. Comme le Professeur Erwin Meyer l'a démontré, il fallait choisir pour la salle Beethoven une acoustique optimale pour la parole ou pour la musique. Le choix a été fait pour cette dernière, puisqu'il n'était pas possible de concilier les deux. En ce qui concerne l'architecture, la salle Beethoven est un grand pari. On doit se réjouir du courage avec lequel on a offert cette chance à l'élève de Scharoun qui n'avait encore que 28 ans. Chapeau à cette administration municipale ! »

## Utilisation

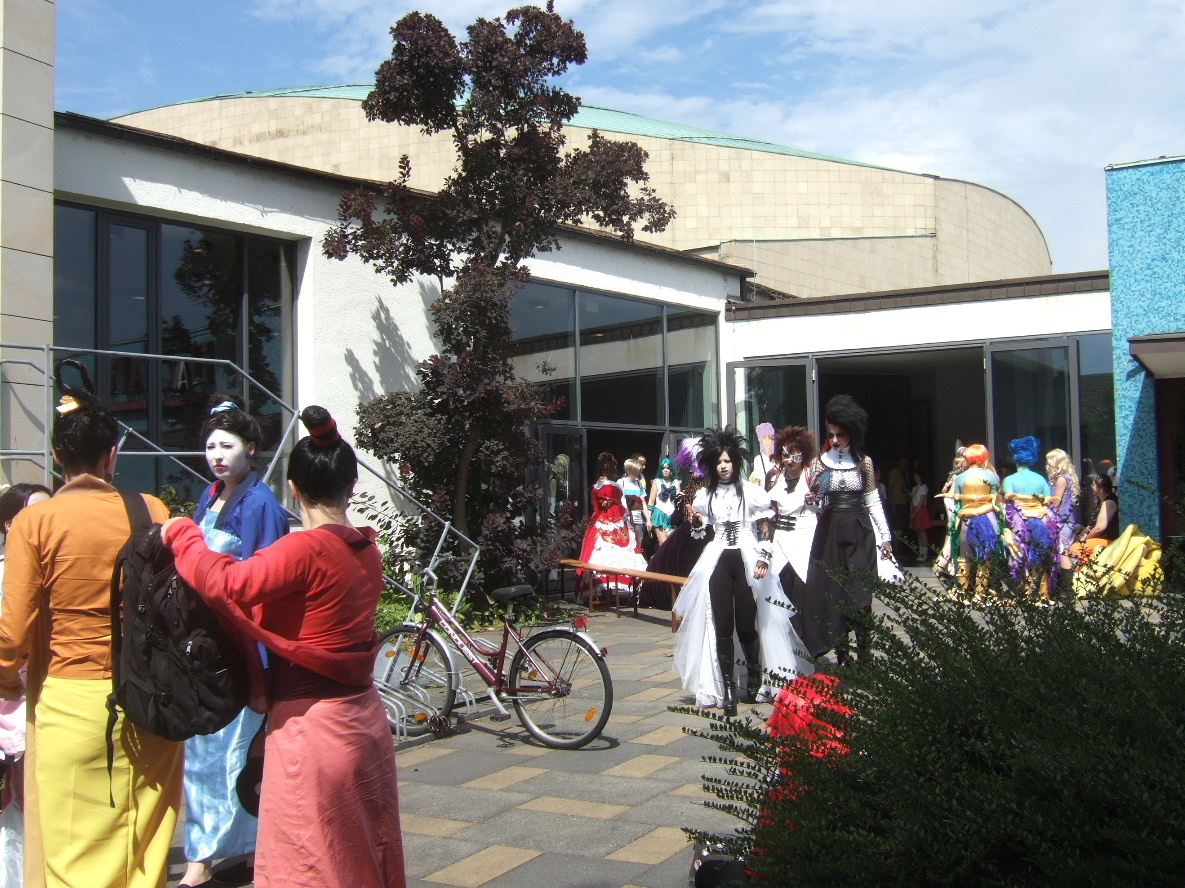
AnimagiCs devant la salle (2009)

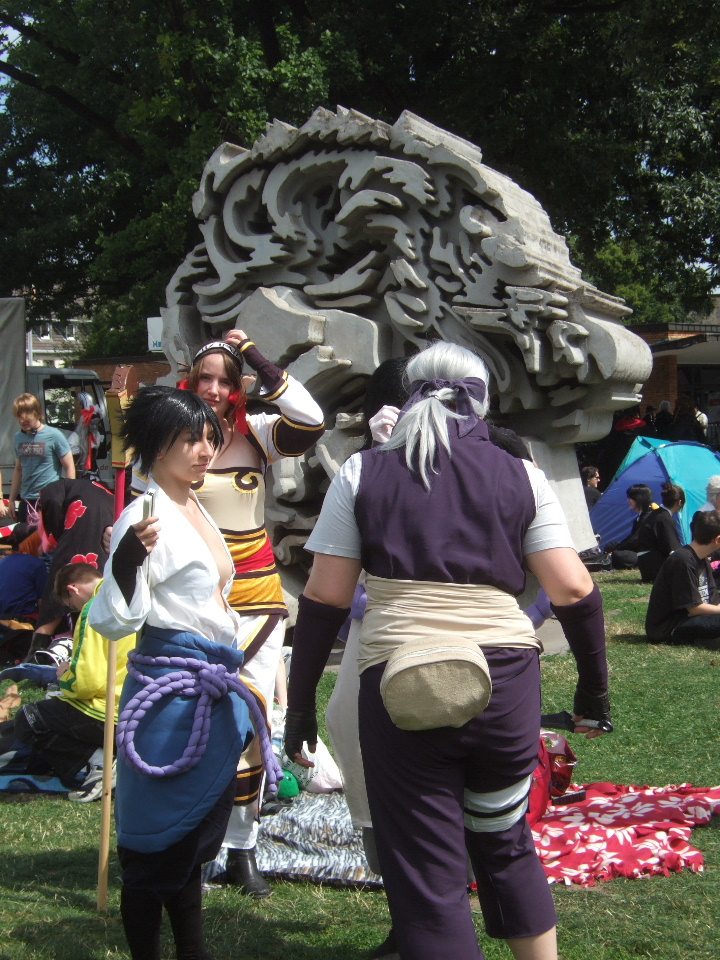
AnimagiCs devant la salle (2009)

C'est la ville de Bonn qui est propriétaire de la salle Beethoven. Elle soutient l'exploitant de la salle par des subventions et rembourse les frais de personnel et d'exploitation à la hauteur d'environ 1 million d'€. Depuis 2008, c'est le World Conference Center Bonn Management GmbH qui est l'exploitant. En même temps, cette firme exploite le World Conference Center Bonn (WCCB). Après que la firme a dû déclarer faillite en octobre 2009 en relation avec le désastre du WCCB, une menace planait fin 2009 sur l'exploitation de la salle Beethoven. En février, le conseil de la ville décida, pour assurer la poursuite de l'exploitation, de reprendre la salle en régie municipale.
Jusqu'à maintenant, la salle Beethoven est utilisée pour de nombreuses manifestations musicales, mais aussi pour d'autres présentations. Selon l'exploitant, la grande salle donne à la salle Beethoven la disposition d'une salle de concert et de congrès « de format international ». L'estrade donne de la place pour des « mises en scène généreuses ». Au besoin, on peut séparer la galerie de la salle par des éléments du plafond mobiles. À côté de la grande salle, le forum sud est aujourd'hui une partie importante du concept d'utilisation. Selon le « rapport annuel de la salle Beethoven de 2007, » au cours de cette année, il y eut 119 manifestations avec 246 000 participants. 170 manifestations ont été vendues. Et on ne compte pas les 118 journées de répétition de l'orchestre Beethoven de Bonn.

### La salle de concert
La salle Beethoven est la salle d'attache de l'orchestre Beethoven de Bonn, qui a porté de 1945 à 2003 le nom d'Orchestre de la salle Beethoven de Bonn. Les manifestations les plus importantes de l'orchestre ont lieu dans la grande salle de la maison. Plusieurs fois par an, c'est la philharmonie classique de Bonn qui donne des concerts. Les concerts d'ouverture et de clôture de la fête de Beethoven ont lieu dans la grande salle, de même que le concert de clôture du concours Beethoven de piano de Bonn. Des musiciens de premier plan et des orchestres du monde entier ont été hôtes de la salle. On y compte Leonard Bernstein et Herbert von Karajan, les pianistes Hélène Grimaud et Lang Lang, le New York Philharmonic Orchestra dirigé par Lorin Maazel, le London Symphony Orchestra dirigé par Daniel Harding, l'Orchestre National de France dirigé par Kurt Masur und l'orchestre du Gewandhaus dirigé par Riccardo Chailly.
Parmi les œuvres qui ont été inaugurées dans la salle Beethoven, on compte le « Fresco » de Karlheinz Stockhausen. Pour cette représentation de 5 heures en 1969, les quatre groupes d'orchestre étaient répartis dans les couloirs de la salle. Stockhausen a appelé le projet auquel appartient Fresco « musique pour la salle Beethoven ».
Depuis sa création, la salle Beethoven a été utilisée pour l'enregistrement de concerts de musique classique. On y compte notamment dans les dernières années des productions pour le marché des CD comme la « Léonore 1806 », une version préliminaire spéciale de l'opéra de Beethoven Fidelio, qui a été jouée et produite pour la première fois en collaboration avec l'archive Beethoven de Bonn pour la 35e fête Beethoven en 1997, ou encore la Passion selon Saint Luc de Krzysztof Penderecki et le Charles V de Ernst Krenek. En 2009, la Deutsche Kammerphilharmonie Bremen a enregistré sous la direction de Paavo Järvi un DVD avec le cycle de symphonies de Beethoven.

### Le plus grand disco de Bonn

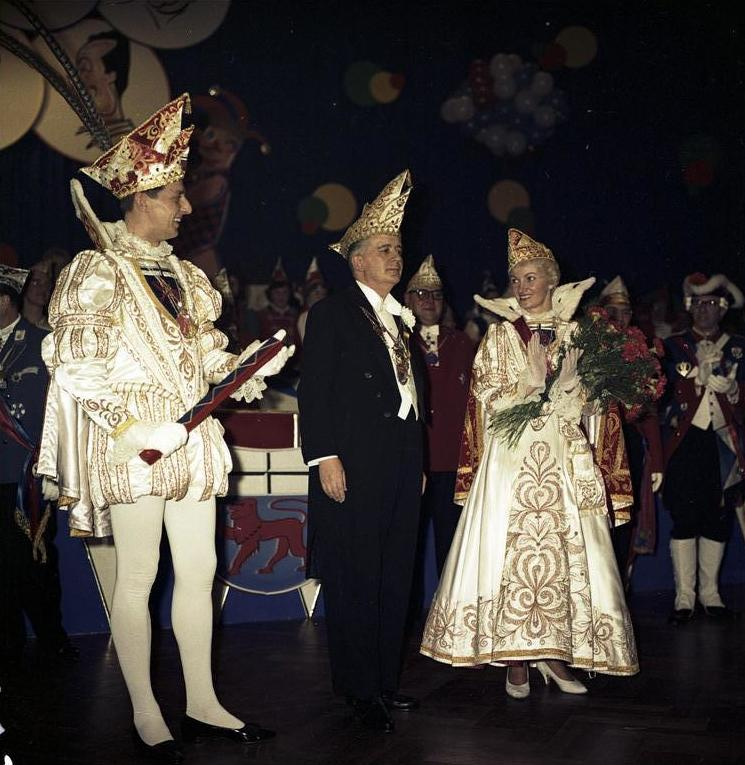
Proclamation des princes du carnaval 1961

À côté des concerts ont lieu dans la salle des assemblées et des conférences, ainsi que des soirées, des parties et des tournées. Parmi ces manifestations on trouve la proclamation du couple princier du carnaval de Bonn, ainsi que la party finale du baccalauréat, avec 4500 participants, ou le Fun Kölsch Karneval, où la salle Beethoven devient le plus grand disco de Bonn.
Depuis 2006 a lieu chaque année dans la salle Beethoven l'AnimagiC, une des plus grandes convention d'animation de langue allemande. En 2009, environ 15 000 fans de mangas et d'animes y ont pris part.

### Lieu de réunion historique

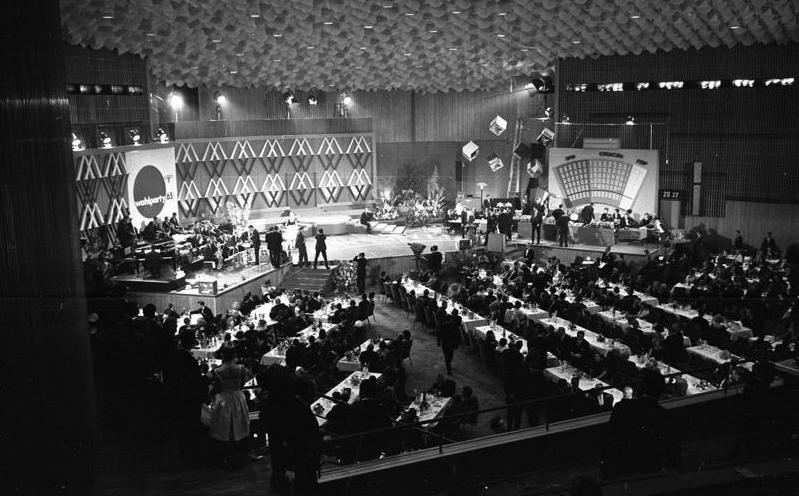
Partie électorale dans la salle Beethoven pour l'élection au Bundestag de 1965

À l'époque où Bonn était capitale fédérale, la salle Beethoven était un lieu où de nombreuses manifestations représentatives et historiques de la RFA ont eu lieu. La salle Beethoven a été particulièrement importante de 1974 à 1989 comme siège de l'assemblée fédérale. La 6e assemblée a siégé le 15 mai 1974. La présidente était Annemarie Renger. L'assemblée a élu Walter Scheel comme quatrième président fédéral de la RFA. Le 23 mai 1979, la 7e assemblée fédérale a siégé dans la salle Beethoven. Ses présidents étaient Richard Stücklen, Hermann Schmitt-Vockenhausen (de) et Liselotte Funcke. C'est alors Karl Carstens qui a été élu comme président fédéral. La 8e assemblée fédérale a eu lieu le 23 mai 1984 sous la présidence de Rainer Barzel. Elle a élu Richard von Weizsäcker président fédéral. Il a été réélu à la 9e assemblée fédérale, la dernière à Bonn, le 23 mai 1989, sous la présidence de Rita Süssmuth.

## Divers

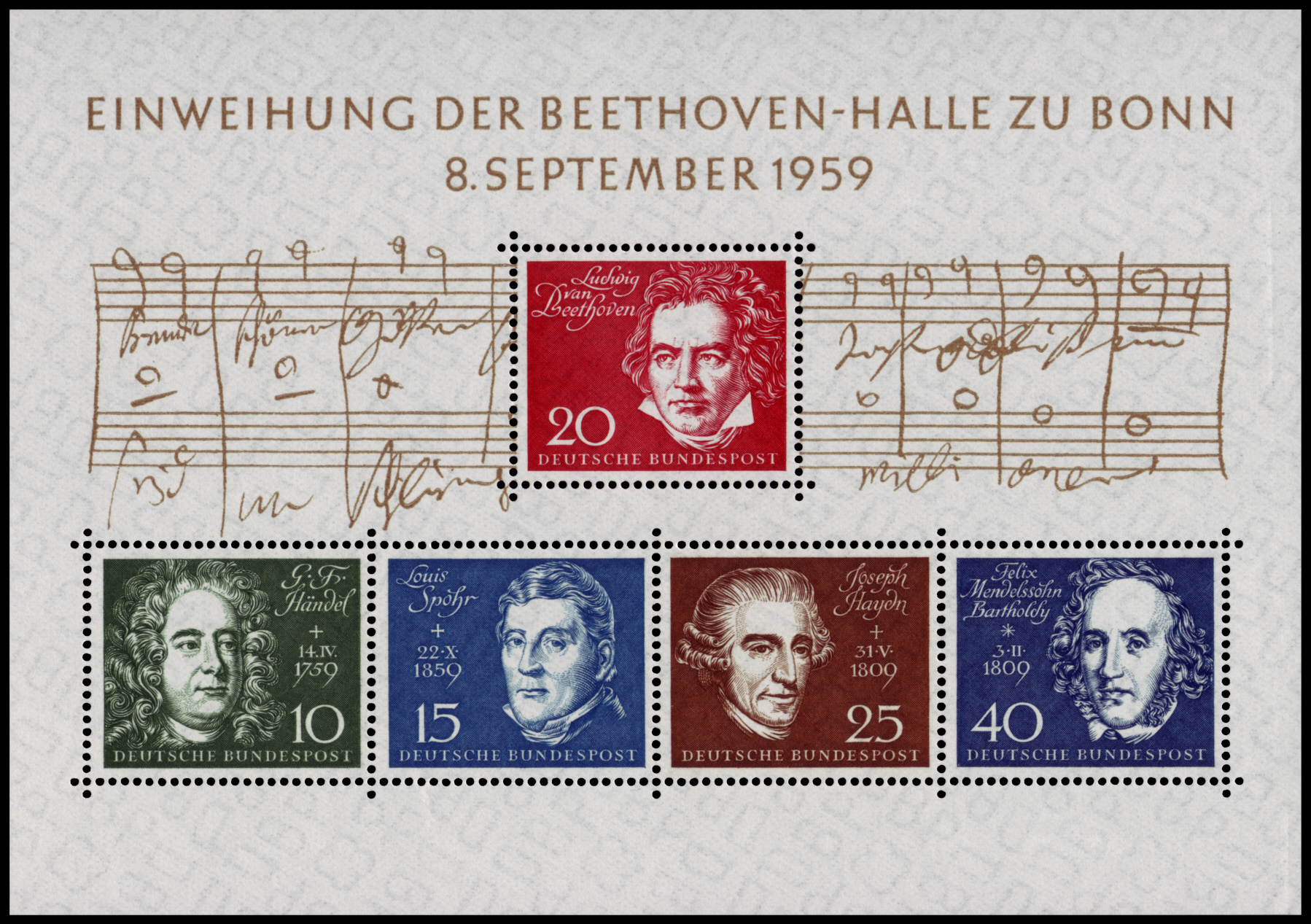
Bloc de timbres-poste 1959 de la poste fédérale pour l'inauguration de la salle

En l'honneur de son inauguration, la poste fédérale allemande a émis son premier bloc de timbres avec 5 compositeurs allemands : Ludwig van Beethoven, Georg Friedrich Händel, Louis Spohr, Joseph Haydn et Felix Mendelssohn.
La salle Beethoven est la neuvième station de la tournée Beethoven qui existe depuis 2006 à Bonn. Sur une plaque devant l'entrée principale, il est indiqué : « Avec la nouvelle salle Beethoven selon les plans de l'architecte Sigfried Wolske, Bonn est entré en septembre 1959 dans les rangs des festivals musicaux réguliers les plus importants au monde. Paul Hindemith l'a inaugurée avec sa propre composition Nobilissima visione. La salle Beethoven actuelle est la troisième à Bonn ; la première a été construite en 1845 à l'occasion de la première fête Beethoven ».
Dans le roman Mord am Funkenmariechen — Eine Bonner Kriminalgeschichte, l'auteur de romans policiers Peter Assion raconte un meurtre dans la salle Beethoven.

## 50eanniversaire
La ville de Bonn n'a pas participé aux fêtes du 50e anniversaire de la salle Beethoven. Quand il a été demandé, en mai 2009, quels préparatifs la ville envisageait pour fêter le 50e anniversaire, le délégué à la culture de Bonn répondit que la salle Beethoven ne « pouvait plus remplir les conditions d'une salle de concert de propriétés acoustiques absolument remarquables, reconnue sur le plan international, et par suite l'administration n'envisageait pas de célébrer par des manifestations le 50e jubilé de la salle Beethoven les 7 et 8 septembre 2009 ».

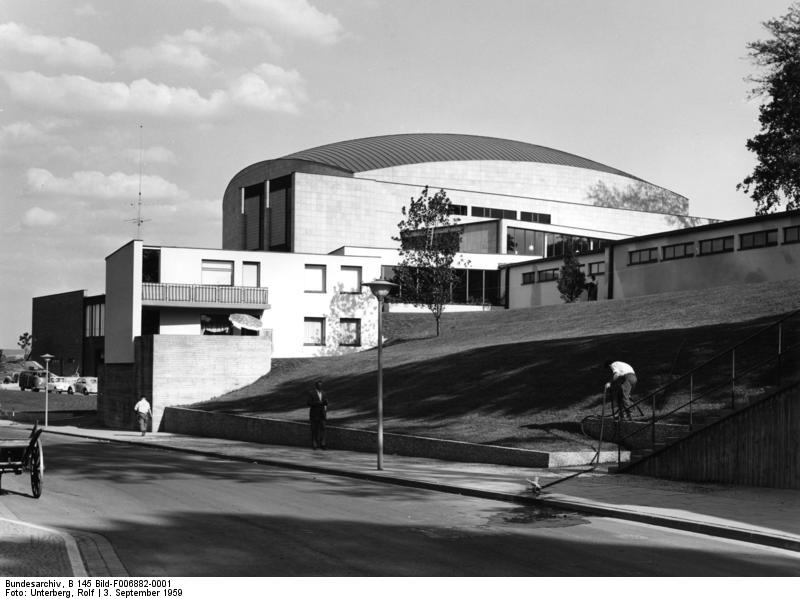
La salle Beethoven en 1959.

Pour attirer l'attention sur l'importance sociale et artistique de la salle Beethoven, l'« initiative salle Beethoven » a organisé l'exposition « La salle Beethoven, documents photo de sa période de construction, par Hans Schafgans, » dans les locaux de l'institut d'histoire de l'art de l'université de Bonn, puis dans un container Beethoven, du 25 novembre au 3 décembre 2009 sur le côté du jardin de cour du bâtiment principal de l'université. Pour cette exposition, Hans Schafgans avait ouvert ses archives et mis à disposition ses clichés de l'époque de la construction et de la finition de la salle.
Pour le 50e anniversaire, il y a eu des visites dans la salle et alentour — notamment le jour du monument ouvert le 13 septembre 2009. La CDU et les Verts ont fait des fêtes d'anniversaire devant la salle. Dans le cadre de ces actions, les Verts ont annoncé au conseil municipal de Bonn leur entrée dans les négociations de la coalition pour la sauvegarde de la salle Beethoven. Dans l'accord de coalition signé en décembre 2009 avec la CDU, les Verts exprimaient aussi leur opposition à une démolition de la salle, tandis que celle-ci « n'était pas fondamentalement partagée par la CDU ».
Le 28 novembre 2009, l'« Initiative salle Beethoven » conduisait le colloque « Salle Beethoven au point focal ». Dans l'année jubilaire du monument architectural, l'attention des citoyens de Bonn devait être attirée sur leur héritage important. Au centre des exposés, selon les organisateurs, il y avait le souhait de « transmettre les qualités et l'importance de la salle Beethoven à une large partie des citoyens ». Les potentiels du bâtiment pour encore cinquante ans d'utilisation avec succès ont été explicités au moyen de divers bâtiments de référence, construits également dans les années 1950, et rénovés depuis, comme la Liederhalle de Stuttgart.

## Débat sur la démolition
En janvier 2009, les entreprises du DAX à Bonn, la Poste allemande, les Télécom allemandes, la banque postale, ont sélectionné parmi dix projets d'architectes un choix préliminaire de quatre pour une « salle de festivals Beethoven », à édifier sur leurs plans et à leurs frais. Les quatre projets prévoyaient la démolition de la salle Beethoven, bien qu'il n'y ait pas eu de décision du conseil municipal à ce sujet. Le conseil, dans une décision de juin 2007, avait envisagé une juxtaposition entre la salle Beethoven et la nouvelle salle de festivals. Les sponsors, dans une brochure distribuée gratuitement pendant l'exposition des modèles de salles de festivals en janvier 2009 exprimaient ainsi leur point de vue : « La salle Beethoven construite en 1959 ne correspond pas aux besoins actuels pour une acoustique de première classe, et du point de vue de sa fonctionnalité, n'est plus non plus à un niveau moderne ».

### Partisans de la démolition
La plus éminente des partisans de la démolition de la salle était la maire de Bonn d'alors, Bärbel Dieckmann (SPD). En 2007, elle avait été d'accord avec la décision de fond, qui prévoyait l'existence côte à côte de la salle Beethoven et de la salle des festivals. Un an plus tard, elle milita pour une solution d'intégration, liant l'(ancienne) salle Beethoven avec la (nouvelle) salle des festivals. Après la décision des sponsors pour quatre modèles qui prévoyaient la démolition de la salle, Bärbel Dieckmann dit en mars 2009 que la décision de démolition de la salle « ne serait prise à la légère par personne ».
Jürgen Nimptsch, avant son élection comme maire en août 2009 parla aussi en faveur de la démolition de la salle Beethoven. Dans une interview avec le magazine online rheinraum, il reconnut « que nous devrions nous séparer de la salle Beethoven ».
Parmi les partisans de la démolition, on compte aussi l'association fondée en novembre 2009 « Fest.Spiel.Haus.Freunde (Les amis de la salle de festivals) ». Dans un papier exposant sa position, l'association explique qu'elle suit les recommandations de la commission de choix des sponsors pour l'emplacement de la salle Beethoven. « Ceci en particulier parce que la position immédiate au bord du Rhin, tout en restant près du centre, est sans concurrence ».

### Pour la sauvegarde de la salle Beethoven
Le conservateur du patrimoine du Land, Professeur Udo Mainzer se prononça contre la démolition de la salle Beethoven, à la vue d'autres projets d'architecte, qui prévoyaient aussi la préservation de la salle Beethoven. Au sujet de l'amélioration de la fonctionnalité et de l'acoustique de la salle, il dit : « On pourrait améliorer tout cela à l'intérieur de l'enveloppe existante. Bonn accueillerait volontiers une salle de festivals, mais pas au prix du monument, ».

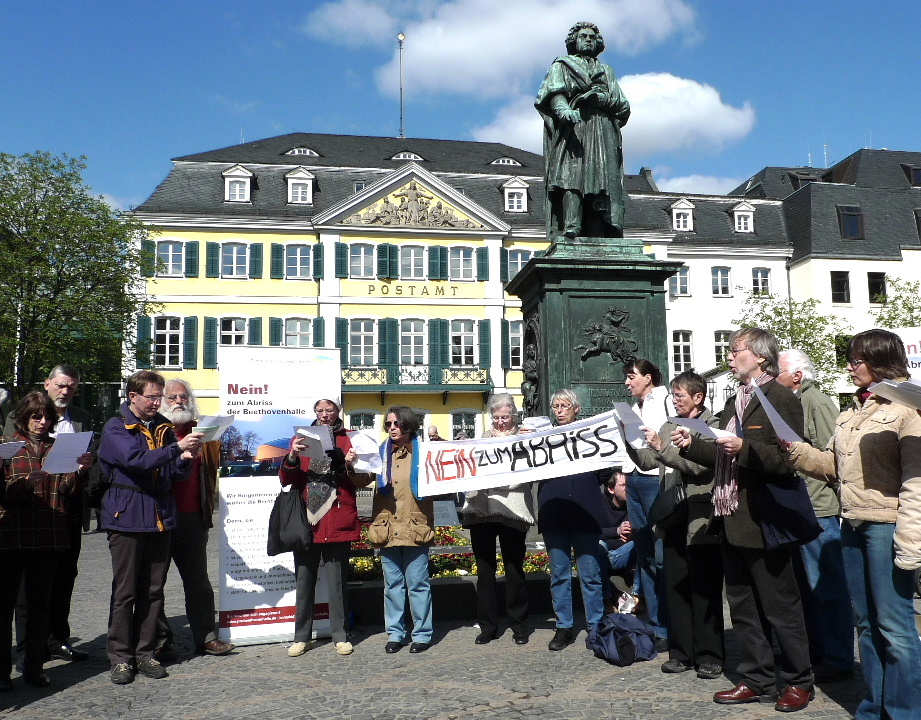
Manifestation pour la préservation de la salle Beethoven devant le monument à Beethoven sur la Münsterplatz le 20 avril 2010

À l'institut d'histoire de l'art et d'archéologie de l'université de Bonn, l'« initiative salle Beethoven » a été promue par le séminaire de la prof. Hiltrud Kier. De nombreux collaborateurs et étudiants de l'institut se sont joints à cette initiative, qui se présentait comme une lettre ouverte à la maire Bärbel Dieckmann. Les historiens de l'art, avec leur action, se tournaient contre la démolition de la salle Beethoven. L'initiative donne à la salle Beethoven sa valeur comme « un des premiers bâtiments représentatifs construits à Bonn pendant ce qu'on appelle souvent la République de Bonn ». La salle marque « par son extérieur remarquable un environnement particulièrement difficile sur le plan urbanistique, et ce de manière pleine de qualité et de sensibilité » et est « clairement reconnaissable comme un sommet architectural » depuis la rive opposée du Rhin.
Le 3 décembre 2009, des citoyens et des associations de Bonn, qui s'étaient prononcés auparavant en faveur de la sauvegarde de la salle Beethoven, se sont rassemblés à l'initiative de Sigrun Eckelmann et de Hans Hinterkeuse sur une « initiative des citoyens Pour la salle Beethoven ». Le 19 mai 2010, à la suite de cette initiative, l'association « Pour la salle Beethoven » est fondée. Elle se situe au-dessus des partis et des confessions, et se déclare pour une conservation, et un entretien conforme à celui d'un monument, de la salle Beethoven à Bonn, ainsi que son utilisation à long terme par les citoyens de Bonn. En juillet 2011, l'association propose le plan de développer le campus de la salle Beethoven en un « campus de la musique multifonctionnel, » où tous les divers courants de la vie musicale pourront être réunis en un seul lieu. Au milieu de ce campus, selon le plan, il y a la salle Beethoven, complétée par une salle de concert de salle moyenne à construire.

### Écho médiatique
Le plan des trois entreprises de Bonn de démolir la salle Beethoven et de construire à sa place une nouvelle salle a trouvé un écho dans de nombreux médias allemands et européens.

#### Frankfurter Allgemeine Zeitung (FAZ)
Peu après la publication du plan, la Frankfurter Allgemeine Zeitung (FAZ) s'est occupé des projets des sponsors. En février 2009, le spécialiste musical Michael Gassmann écrit sur FAZ-net qu'une démolition de la salle Beethoven serait un « acte barbare ». Il honore dans son article l'œuvre de Siegfried Wolske, et voit dans la salle Beethoven « le bâtiment le plus important de la ville de Bonn d'après-guerre ». Gassmann dit qu'« on raconte que »  la justification de la salle de festivals à la place de la salle Beethoven serait « que le bâtiment existant est mauvais ».

#### Monumente
Pour la première fois dans un grand cadre, Carola Nathan publie le plan de démolition dans la contribution « Points de repère de la démocratie, » paru en août 2009 dans le journal « Monumente » de la fondation allemande de protection des monuments. Nathan compare le plan de Bonn avec celui à Hanovre, de remplacer le château Leineschloss fortement endommagé par la guerre et reconstruit par Dieter Oesterlen entre les années 1957 et 1962 en une salle plénière bâtie pour l'assemblée du Land de Basse-Saxe par une nouvelle construction. Les deux bâtiments, la salle Beethoven et l'assemblée du Land de Hanovre, sont pour l'auteure des exemples typiques de l'architecture d'après-guerre — des « points de repère de la démocratie ».

#### Berliner Zeitung
En décembre 2009, Nikolaus Bernau a aussi mis dans un article dans la Berliner Zeitung sous le titre « Le grand gaspillage » le plan de démolir la salle Beethoven en parallèle avec deux projets d'architecture de situation comparable : le plan de démolir et de reconstruire la Schauspiel Köln et la « reconstruction totale » de l'opéra d'État Unter den Linden de Berlin. Bernau écrit : « Ce qui caractérise le soin des dents manque souvent dans la politique de construction étatique : la persévérance. Même le domaine de la culture, chroniquement gelé financièrement, ne tient que rarement soigneusement en état ses bâtiments, et les modernise plutôt par grandes tranches plutôt que régulièrement. En fait, il est beaucoup plus simple d'organiser l'attribution d'un gros paquet d'argent auprès des politiciens financiers et autres, plutôt que l'afflux régulier de petites sommes. C'est pourquoi ceux-ci laissent beaucoup de projets de nouvelles constructions s'étioler, voire se périmer, surtout quand on ne cède pas aux influences des modes. Parce que qui s'y intéresse ? »
En ce qui concerne spécialement la salle Beethoven, l'auteur écrit : « Il s'agit moins d'acoustique que de la recherche d'une ville avec une nouvelle identité, ainsi que le besoin d'image de quelques entreprises avec participation de l'État qui ont leur siège à Bonn en vertu de la loi Bonn-Berlin. Il est caractéristique pour cette soif de renommée que quatre projets ont été sélectionnés dans un concours, dont les architectes sont tous actifs dans le monde entier, comme Zaha Hadid. Ce n'est qu'à cause des protestations des citoyens que le projet a été mis au réfrigérateur. Et les Verts ont écrit dans leur accord de coalition avec les CDU locaux souhaitant la démolition qu'ils voulaient rénover la vieille salle Beethoven ».

#### Süddeutsche Zeitung (SZ)
Ira Mazzoni exprime son incompréhension sur le plan de Bonn dans la Süddeutsche Zeitung (SZ) le 18 février 2010. Dans un article de cinq colonnes, l'auteure attaque, sous la photo de la salle Beethoven et le titre « Entreprises de démolition modernes — des bâtiments remarquables de la modernité d'après-guerre font face à une destruction imminente — malgré la protection des monuments historiques et l'obligation de durabilité » les plans de démolition à Bonn, Cologne et Hanovre. Mazzoni argumente : « Quand il s'agit de l'architecture et de l'urbanisme d'après-guerre, on braille des mots de bistrot dans les gazettes. […] L'agression d'un public non informé, instrumentalisé ne se tourne pas contre la camelote des barres submergeant les masses du fonctionnalisme de l'économie du bâtiment, mais contre les monuments dont la qualité architecturale, l'intégrité urbanistique, la responsabilité sociale et l'importance historique sont attestées ». Mazzoni propose : « Il vaut mieux réfléchir à des modifications intelligentes, économes en énergie, plutôt qu'à des démolitions ».

#### Die Zeit
Hanno Rauterberg, dans le numéro du 11 mars 2010 de Die Zeit, a eu beaucoup de place pour présenter, selon le titre, « Comment j'ai essayé d'aimer les années soixante ». Rauterberg prend les plans de démolition à Bonn, Cologne et Hanovre comme raison pour donner une réponse à la question pourquoi l'architecture « nous est si étrangère ». Il s'occupe du langage des formes de l'architecture des années 1950 et 1960 et trouve aussi beaucoup à critiquer, étranger. « Mais est-ce que la démolition peut être la réponse ? » conclut-il. Sa réponse : « Sans doute parfois. […] Mais condamner l'époque dans son ensemble et vouloir plutôt tout démolir, ceci ne signifie rien d'autre que de reprendre les années soixante avec leur pensée de table rase et leur folie de croissance. Ce serait une forme d'oppression pour opprimer une autre forme d'oppression ». Et selon Rauterberg, beaucoup de citoyens ont la même vue : « dans toutes les trois villes, beaucoup de citoyens se sont battus étonnamment pour la conservation des bâtiments menacés de la fin des années cinquante ou du début des années soixante ».

### Le conseil termine le débat sur la démolition
Le débat sur la démolition s'est achevé en avril 2010. Après une conversation, le 21 avril 2010, à laquelle ont participé les présidents des trois sponsors, le maire Nimptsch et le directeur de la ville Kregel, les participants ont fait savoir que « le projet de salle de festivals Beethoven ne sera pas poursuivi pour l'instant ».
Le conseil municipal de Bonn décide le 24 novembre 2011 que la démolition de la salle Beethoven au profit d'une nouvelle salle de festivals n'est pas prise en considération.

## «Option supplémentaire»
Après la fin du débat sur la démolition, les partisans d'une salle de festivals ont évoqué un nouvel emplacement sur la rive du Rhin. En janvier 2014, le maire Jürgen Nimptsch et la Poste allemande-DHL ont apporté dans la discussion une « option supplémentaire » : à côté d'une poursuite de l'exploration de l'emplacement rive du Rhin, la Poste annonçait dans une communication du 30 janvier 2014 « envisager une alternative en conservant la salle Beethoven actuelle et l'incorporant dans la salle de festivals […] Selon les vues de l'entreprise une réalisation du projet discuté jusqu'à présent sur la rive du Rhin dépasserait substantiellement le cadre des coûts initialement envisagés, tant en raison de l'inflation des prix que des conditions architecturales exigées à cet endroit ». Dans ce but, la Poste se déclarait prête à « entreprendre les planifications architecturales et à s'adapter ».

## Liens web
- (de) «  Website der Beethovenhalle » (consulté le 10 juillet 2014)
- (de) « Bürgerinitiative ProBeethovenhalle » (consulté le 10 juillet 2014)
- (de) « Initiative Beethovenhalle  » (consulté le 10 juillet 2014)
- (de) Hans Hinterkeuser, « Beethovenhalle (Bonn) », sur KuLaDig (Kultur-Landschaft-Digital) des Landschaftsverbandes Rheinland (LVR) (consulté le 10 juillet 2014)
- (de) Hans Weingartz, « Ein guter Anfang für die abstrakte Bildhauerei in Bonn » (consulté le 10 juillet 2014)
- (de) Michael Gassmann, «  Ein barbarischer Akt », sur FAZ.net, 16 février 2009 (consulté le 10 juillet 2014)
- (de) Wolfgang Pehnt, « Nobilissima Visione? », sur Deutsche Bauzeitung rheinraum-online.de, mai 2009 (consulté le 10 juillet 2014)
- (de) Udo Mainzer, « 50 Jahre Bonner Beethovenhalle: Ein Baudenkmal von nationalem Rang » (consulté le 10 juillet 2014)
- (de) Martin Bredenbeck, « Historisches Bildmaterial als Schlüssel zur Wertschätzung: Das Beispiel der Bonner Beethovenhalle » (consulté le 10 juillet 2014)
- (de) Katja Thimm, « Beethoven 21 », sur Der Spiegel, 4 avril 2011 (consulté le 9 juillet 2014), p. 132–135
- (de) Carola Nathan, « Ein Bonner Wahrzeichen. Noch ist der Abriss der Beethovenhalle nicht vom Tisch », sur Monumente, 2011 (consulté le 10 juillet 2014)
- (de) « Eintrag beim Weg der Demokratie » (consulté le 10 juillet 2014)